# Copa Mundial de Baloncesto de 2023
La XIX Copa Mundial de Baloncesto Masculino se celebró conjuntamente en Filipinas, Japón e Indonesia entre el 25 de agosto y el 10 de septiembre de 2023, bajo la organización de la Federación Internacional de Baloncesto (FIBA), la Federación Filipina de Baloncesto, la Federación Japonesa de Baloncesto y la Federación Indonesia de Baloncesto.
Un total de 32 selecciones nacionales de cinco confederaciones continentales compitieron por el título mundial. El seleccionado de Alemania derrotó al de Serbia en la final por 83-77 y obtuvo el primer título en mundiales de su historia.

## Elección
Inicialmente fueron anunciadas cuatro candidaturas: Rusia, Turquía y las candidaturas conjuntas de Argentina/Uruguay y Filipinas/Japón/Indonesia. Las dos primeras no pasaron el primer corte y solo quedaron en la carrera las dos candidaturas conjuntas. El 9 de diciembre de 2017 la FIBA notificó la elección por decisión unánime de la candidatura presentada por Filipinas, Japón e Indonesia.

## Sedes
| Foto | Grupo                | Ciudad                     | Instalación        | Capacidad |
| ---- | -------------------- | -------------------------- | ------------------ | --------- |
|      | E, F y K             | Okinawa ( Japón)           | Okinawa Arena      | 10 000    |
|      | G, H y L             | Yakarta ( Indonesia)       | Indonesia Arena    | 16 500    |
|      | C, D y J; Fase final | Pasay ( Filipinas)         | Mall of Asia Arena | 15 000    |
|      | A, B e I             | Ciudad Quezon ( Filipinas) | Coliseo Araneta    | 15 000    |
|      | Partidos inaugurales | Bocaue ( Filipinas)        | Arena Filipina     | 55 000    |

## Clasificación
Hubo 30 plazas en juego, que junto con las perteneciente a Filipinas y Japón, países organizadores, hicieron un total de 32.
El proceso de clasificación se realizó de noviembre de 2021 hasta febrero de 2023 en una serie de seis «ventanas». Las plazas por confederación continental son además de los dos países anfitriones:
- 5 para FIBA África
- 7 para FIBA Américas
- 6 para FIBA Asia y Oceanía
- 12 para FIBA Europa

Calendario de clasificación
El nuevo calendario contó con una duración de 15 meses y compitieron 80 equipos clasificados a través de las distintas copas continentales, el AfroBasket 2021, la FIBA AmeriCup de 2022, la FIBA Asia Cup de 2022 y el Campeonato Europeo de Baloncesto Masculino de 2022.
| Competición                        | Fecha                                           | Sede | Plazas | Equipos clasificados                                                                                 |
| ---------------------------------- | ----------------------------------------------- | ---- | ------ | --- |
| Países anfitrones                  | —                                               | —    | 2      | Filipinas Japón                                                                                      |
| Clasificación de FIBA África       | 22 de noviembre de 2021 – 28 de febrero de 2023 | —    | 5      | Angola Cabo Verde Costa de Marfil Egipto Sudán del Sur                                               |
| Clasificación de FIBA Américas     | 22 de noviembre de 2021 – 28 de febrero de 2023 | —    | 7      | Brasil Canadá Estados Unidos México Puerto Rico República Dominicana Venezuela                       |
| Clasificación de FIBA Asia/Oceanía | 22 de noviembre de 2021 – 28 de febrero de 2023 | —    | 6      | Australia China Irán Jordania Líbano Nueva Zelanda                                                   |
| Clasificación de FIBA Europa       | 22 de noviembre de 2021 – 28 de febrero de 2023 | —    | 12     | Alemania Eslovenia España Finlandia Francia Georgia Grecia Italia Letonia Lituania Montenegro Serbia |
| TOTAL                              |                                                 |      | 32     | 32                                                                                                   |

1. 1 2  La selección de Indonesia no tuvo plaza directa, y en la clasificación continental resultó eliminada.[8]

## Equipos participantes
En cursiva las selecciones que son debutantes en esta competencia.
| FIBA África | FIBA Américas | FIBA Asia/Oceanía | FIBA Europa |

| Equipos participantes | Equipos participantes | Equipos participantes | Equipos participantes |
| --------------------- | --------------------- | --------------------- | --------------------- |
| Alemania              | Egipto                | Grecia                | México                |
| Angola                | Eslovenia             | Irán                  | Montenegro            |
| Australia             | España                | Italia                | Nueva Zelanda         |
| Brasil                | Estados Unidos        | Japón                 | Puerto Rico           |
| Cabo Verde            | Filipinas             | Jordania              | República Dominicana  |
| Canadá                | Finlandia             | Letonia               | Serbia                |
| China                 | Francia               | Líbano                | Sudán del Sur         |
| Costa de Marfil       | Georgia               | Lituania              | Venezuela             |

## Formato de competición
Se mantendrá el formato de la edición 2019 de esta competencia.
Fase de grupos
Primera ronda: Los 32 equipos participantes se dividen en 8 grupos de 4 equipos cada uno. Los equipos se enfrentan todos contra todos dentro de su grupo una vez y los dos mejores de cada grupo avanzan a la segunda ronda, los dos restantes avanzan a la ronda de clasificación por los puestos del 17.º al 32.º.
Segunda ronda: Los 16 equipos participantes se dividen en 4 grupos de 4 equipos cada uno. Los equipos se enfrentan todos contra todos dentro de su grupo una vez, salvo contra el equipo al cual ya se enfrentaron, y los dos mejores de cada grupo avanzan a la fase final, los demás equipos quedan eliminados, determinando el orden del 9.º al 16.º puesto.
Ronda de clasificación: Los 16 equipos participantes se dividen en 4 grupos de 4 equipos cada uno. Los equipos se enfrentan todos contra todos dentro de su grupo una vez, salvo contra el equipo al cual ya se enfrentaron. Luego de esta fase dejan de participar y se los ordena del 17.º al 32.º puesto.
Fase final
Esta fase consta con una ronda de play-offs comenzando desde los cuartos de final. Los equipos se enfrentan una vez a partido único, los ganadores avanzan mientras que los perdedores quedan eliminados de la contención por el título, pasando a semifinales y de ahí a la final hasta determinar al campeón del mundo. Además, existe un enfrentamiento por el tercer puesto.
Los equipos que quedan eliminados en cuartos de final acceden a disputar el quinto puesto en dos rondas de play-offs. Los ganadores del primer enfrentamiento disputan el partido por el quinto lugar, mientras que los perdedores disputan el partido por el séptimo lugar.
Clasificación a los Juegos Olímpicos de París 2024
Al igual que para los Juegos Olímpicos de Tokio 2020, la Copa Mundial clasificará 7 equipos de manera directa a los Juegos Olímpicos de París 2024. Estos siete equipos serán los mejores de las conferencias FIBA África, FIBA Asia y FIBA Oceanía, y los dos mejores de las conferencias FIBA América y FIBA Europa. Además se otorgarán 19 invitaciones a los cuatro torneos preolímpicos para los Juegos de París 2024: estas se repartirán para el mejor equipo africano, el mejor americano y el mejor asiático/oceánico que no hayan obtenido clasificación directa, y para los 16 equipos siguientes en la clasificación independientemente de su región geográfica. 

### Calendario
| PR | Primera ronda | SR | Segunda ronda | 1/4 | Cuartos de final | 1/2 | Semifinales | 5-8 | 5.º-8.º lugar | F | Finales |

| Agosto/sept. de 2023    | 25 Vie | 26 Sáb | 27 Dom | 28 Lun | 29 Mar | 30 Mié | 31 Jue | 01 Vie | 02 Sáb | 03 Dom | 04 Lun | 05 Mar  | 06 Mié  | 07 Jue  | 08 Vie  | 09 Sáb  | 10 Dom |
| ----------------------- | ------ | ------ | ------ | ------ | ------ | ------ | ------ | ------ | ------ | ------ | ------ | ------- | ------- | ------- | ------- | ------- | ------ |
| Fase (núm. de partidos) | PR (8) | PR (8) | PR (8) | PR (8) | PR (8) | PR (8) | SR (8) | SR (8) | SR (8) | SR (8) | –      | 1/4 (2) | 1/4 (2) | 5-8 (2) | 1/2 (2) | 5-8 (2) | F (2)  |

## Árbitros
La FIBA anunció la lista de 44 árbitros para el torneo el 16 de agosto de 2023. Esta fue la primera edición del torneo que contó con la presencia de árbitras: las estadounidenses Amy Bonner y Jenna Reneau, y la mexicana Blanca Burns se convirtieron en las primeras mujeres en ser seleccionadas para oficiar un Mundial masculino. La lista de los árbitros convocados es la siguiente:
- Juan Fernández
- Leonardo Zalazar
- Scott Beker
- Ademir Zurapović
- Guilherme Locatelli
- Martin Horozov
- Matthew Kallio
- Waseem Husainy
- Carlos Vélez
- Park Kyoung-jin
- Martin Vulić
- Carlos Peralta
- Kristian Páez
- Wael Mostafa
- Boris Krejič
- Luis Castillo
- Antonio Conde
- Amy Bonner
- Jenna Reneau
- Yohan Rosso
- Georgios Poursanidis
- Péter Praksch
- Ahmed Al-Shuwaili
- Manuel Attard
- Manuel Mazzoni
- Daigo Urushima
- Takaki Kato
- Yevgeniy Mikheyev
- Andris Aunkrogers
- Gatis Saliņš
- Mārtiņš Kozlovskis
- Rabah Noujaim
- Gvidas Gedvilas
- Blanca Burns
- Omar Bermúdez
- Julio Anaya
- Wojciech Liszka
- Johnny Batista
- Jorge Vázquez
- Roberto Vázquez
- Aleksandar Glišić
- Kerem Baki
- Andrés Bartel
- Daniel García

## Fase de grupos
El sorteo de los grupos de la primera fase se realizó el 29 de abril a las 19:30 horas (UTC+8), en el Coliseo Araneta de la Ciudad Quezon, en Filipinas.

### Primera ronda

#### Grupo A
| Pos. | Equipo               | Pts | PJ | PG | PP | PF  | PC  | Dif |
| ---- | -------------------- | --- | -- | -- | -- | --- | --- | --- |
| 1.   | República Dominicana | 6   | 3  | 3  | 0  | 249 | 230 | +19 |
| 2.   | Italia               | 5   | 3  | 2  | 1  | 253 | 237 | +16 |
| 3.   | Angola               | 4   | 3  | 1  | 2  | 214 | 226 | –12 |
| 4.   | Filipinas            | 3   | 3  | 0  | 3  | 234 | 257 | –23 |

|  | Clasificado a la segunda ronda.          |
|  | Clasificado a la ronda del 17.º al 32.º. |

| 25 de agosto  | Angola                                                     | 67–81                                 | Italia                                                  | Bocaue |  |
| 16:00 (UTC+8) | Parciales: 17-23, 23-20, 17-18, 10-20                      | Parciales: 17-23, 23-20, 17-18, 10-20 | Parciales: 17-23, 23-20, 17-18, 10-20                   | |  |
|               | Estadísticas C. Dundão 19 Cinco jugadores 5 G. Gonçalves 4 | Reporte Pts Reb Asts                  | Estadísticas 19 S. Fontecchio 7 A. Polonara 7 M. Spissu | Pabellón: Arena Filipina Asistencia: 21 214 espectadores Árbitros: Guilherme Locatelli Kerem Baki Martin Vulić |  |

| 25 de agosto  | República Dominicana                            | 87–81                                 | Filipinas                                                           | Bocaue |  |
| 20:00 (UTC+8) | Parciales: 22-18, 20-24, 24-22, 21-17           | Parciales: 22-18, 20-24, 24-22, 21-17 | Parciales: 22-18, 20-24, 24-22, 21-17                               | |  |
|               | Estadísticas K. Towns 26 K. Towns 10 A. Feliz 8 | Reporte Pts Reb Asts                  | Estadísticas 28 J. Clarkson 7 J. Clarkson, J. Fajardo 7 J. Clarkson | Pabellón: Arena Filipina Asistencia: 38 115 espectadores Árbitros: Yohan Rosso Leonardo Zalazar Gatis Saliņš |  |

| 27 de agosto  | Italia                                           | 82–87                                 | República Dominicana                                        | Ciudad Quezon |  |
| 16:00 (UTC+8) | Parciales: 19-13, 20-25, 17-31, 26-18            | Parciales: 19-13, 20-25, 17-31, 26-18 | Parciales: 19-13, 20-25, 17-31, 26-18                       | |  |
|               | Estadísticas M. Spissu 17 N. Melli 7 M. Spissu 4 | Reporte Pts Reb Asts                  | Estadísticas 24 A. Feliz, K. Towns 11 K. Towns 9 J. Montero | Pabellón: Coliseo Araneta Asistencia: 6298 espectadores Árbitros: Gatis Saliņš Luis Castillo Georgios Poursanidis |  |

| 27 de agosto  | Filipinas                                              | 70–80                                 | Angola                                                             | Ciudad Quezon |  |
| 20:00 (UTC+8) | Parciales: 19-12, 14-24, 19-20, 18-24                  | Parciales: 19-12, 14-24, 19-20, 18-24 | Parciales: 19-12, 14-24, 19-20, 18-24                              | |  |
|               | Estadísticas J. Clarkson 21 J. Fajardo 7 J. Clarkson 7 | Reporte Pts Reb Asts                  | Estadísticas 17 G. Gonçalves 7 J. Bango, B. Fernando 7 G. Domingos | Pabellón: Coliseo Araneta Asistencia: 12 784 espectadores Árbitros: Guilherme Locatelli Mārtiņš Kozlovskis Martin Vulić |  |

| 29 de agosto  | Angola                                                | 67–75                                 | República Dominicana                          | Ciudad Quezon |  |
| 16:00 (UTC+8) | Parciales: 11-20, 21-17, 18-12, 17-26                 | Parciales: 11-20, 21-17, 18-12, 17-26 | Parciales: 11-20, 21-17, 18-12, 17-26         | |  |
|               | Estadísticas S. De Sousa 19 S. De Sousa 9 C. Dundão 7 | Reporte Pts Reb Asts                  | Estadísticas 17 A. Feliz 8 V. Liz 4 G. Solano | Pabellón: Coliseo Araneta Asistencia: 4769 espectadores Árbitros: Guilherme Locatelli Luis Castillo Martin Vulić |  |

| 29 de agosto  | Filipinas                                             | 83–90                                 | Italia                                                     | Ciudad Quezon |  |
| 20:00 (UTC+8) | Parciales: 23-20, 16-28, 21-25, 23-17                 | Parciales: 23-20, 16-28, 21-25, 23-17 | Parciales: 23-20, 16-28, 21-25, 23-17                      | |  |
|               | Estadísticas J. Clarkson 23 A. J. Edu 8 J. Clarkson 6 | Reporte Pts Reb Asts                  | Estadísticas 18 S. Fontecchio 6 Tres jugadores 9 M. Spissu | Pabellón: Coliseo Araneta Asistencia: 11 821 espectadores Árbitros: Yohan Rosso Leonardo Zalazar Mārtiņš Kozlovskis |  |

#### Grupo B
| Pos. | Equipo        | Pts | PJ | PG | PP | PF  | PC  | Dif |
| ---- | ------------- | --- | -- | -- | -- | --- | --- | --- |
| 1.   | Serbia        | 6   | 3  | 3  | 0  | 314 | 223 | +91 |
| 2.   | Puerto Rico   | 5   | 3  | 2  | 1  | 285 | 279 | +6  |
| 3.   | Sudán del Sur | 4   | 3  | 1  | 2  | 268 | 285 | –17 |
| 4.   | China         | 3   | 3  | 0  | 3  | 221 | 301 | –80 |

|  | Clasificado a la segunda ronda.          |
|  | Clasificado a la ronda del 17.º al 32.º. |

| 26 de agosto  | Sudán del Sur                                                | 96–101                                              | Puerto Rico                                                     | Ciudad Quezon |  |
| 16:00 (UTC+8) | Parciales: 29-24, 23-18, 15-18, 14-21 (T.E.: 15-20)          | Parciales: 29-24, 23-18, 15-18, 14-21 (T.E.: 15-20) | Parciales: 29-24, 23-18, 15-18, 14-21 (T.E.: 15-20)             | |  |
|               | Estadísticas C. Jones 38 W. Gabriel, M. Shayok 7 C. Jones 11 | Reporte Pts Reb Asts                                | Estadísticas 21 S. Thompson Jr. 13 S. Thompson Jr. 10 T. Waters | Pabellón: Coliseo Araneta Asistencia: 3166 espectadores Árbitros: Guilherme Locatelli Luis Castillo Carlos Peralta |  |

| 26 de agosto  | Serbia                                                                                        | 105–63                                | China                                               | Ciudad Quezon                                                                                                  |  |
| 20:00 (UTC+8) | Parciales: 25-14, 30-20, 22-13, 28-16                                                         | Parciales: 25-14, 30-20, 22-13, 28-16 | Parciales: 25-14, 30-20, 22-13, 28-16               | |  |
|               | Estadísticas B. Bogdanović, V. Marinković 14 N. Milutinov, D. Ristić 6 M. Gudurić, S. Jović 6 | Reporte Pts Reb Asts                  | Estadísticas 17 Zhao R. 5 Cui Y., Zhou Q. 6 Zhao J. | Pabellón: Coliseo Araneta Asistencia: 7292 espectadores Árbitros: Yohan Rosso Mārtiņš Kozlovskis Rabah Noujaim |  |

| 28 de agosto  | China                                               | 69–89                                 | Sudán del Sur                                    | Ciudad Quezon                                                                                                 |  |
| 16:00 (UTC+8) | Parciales: 14-22, 26-22, 13-19, 16-26               | Parciales: 14-22, 26-22, 13-19, 16-26 | Parciales: 14-22, 26-22, 13-19, 16-26            | |  |
|               | Estadísticas K. Anderson 22 K. Anderson 5 Zhao J. 4 | Reporte Pts Reb Asts                  | Estadísticas 21 C. Jones 6 K. Maluach 6 C. Jones | Pabellón: Coliseo Araneta Asistencia: 4416 espectadores Árbitros: Guilherme Locatelli Kerem Baki Martin Vulić |  |

| 28 de agosto  | Puerto Rico                                             | 77–94                                 | Serbia                                                             | Ciudad Quezon                                                                                                 |  |
| 20:00 (UTC+8) | Parciales: 15-27, 12-30, 31-18, 19-19                   | Parciales: 15-27, 12-30, 31-18, 19-19 | Parciales: 15-27, 12-30, 31-18, 19-19                              | |  |
|               | Estadísticas I. Piñeiro 14 G. Conditt IV 11 T. Waters 9 | Reporte Pts Reb Asts                  | Estadísticas 17 B. Bogdanović, N. Jović 15 N. Milutinov 6 S. Jović | Pabellón: Coliseo Araneta Asistencia: 2944 espectadores Árbitros: Yohan Rosso Leonardo Zalazar Carlos Peralta |  |

| 30 de agosto  | Sudán del Sur                               | 83–115                                | Serbia                                               | Ciudad Quezon                                                                                          |  |
| 16:00 (UTC+8) | Parciales: 20-30, 19-26, 26-27, 18-32       | Parciales: 20-30, 19-26, 26-27, 18-32 | Parciales: 20-30, 19-26, 26-27, 18-32                | |  |
|               | Estadísticas P. Jok 21 N. Omot 5 C. Jones 6 | Reporte Pts Reb Asts                  | Estadísticas 25 N. Jović 10 N. Milutinov 13 S. Jović | Pabellón: Coliseo Araneta Asistencia: 5848 espectadores Árbitros: Yohan Rosso Kerem Baki Rabah Noujaim |  |

| 30 de agosto  | China                                                | 89–107                                | Puerto Rico                                        | Ciudad Quezon                                                                                               |  |
| 20:00 (UTC+8) | Parciales: 16-23, 21-29, 32-26, 20-29                | Parciales: 16-23, 21-29, 32-26, 20-29 | Parciales: 16-23, 21-29, 32-26, 20-29              | |  |
|               | Estadísticas Zhao R. 16 Wang Z., Zhou Q. 5 Zhao J. 5 | Reporte Pts Reb Asts                  | Estadísticas 22 T. Waters 10 I. Romero 6 T. Waters | Pabellón: Coliseo Araneta Asistencia: 7166 espectadores Árbitros: Gatis Saliņš Luis Castillo Carlos Peralta |  |

#### Grupo C
| Pos. | Equipo         | Pts | PJ | PG | PP | PF  | PC  | Dif  |
| ---- | -------------- | --- | -- | -- | -- | --- | --- | ---- |
| 1.   | Estados Unidos | 6   | 3  | 3  | 0  | 318 | 215 | +103 |
| 2.   | Grecia         | 5   | 3  | 2  | 1  | 256 | 254 | +2   |
| 3.   | Nueva Zelanda  | 4   | 3  | 1  | 2  | 241 | 269 | –28  |
| 4.   | Jordania       | 3   | 3  | 0  | 3  | 220 | 297 | –77  |

|  | Clasificado a la segunda ronda.          |
|  | Clasificado a la ronda del 17.º al 32.º. |

| 26 de agosto  | Jordania                                                                             | 71–92                                 | Grecia                                                        | Pasay |  |
| 16:45 (UTC+8) | Parciales: 14-19, 19-27, 27-20, 11-26                                                | Parciales: 14-19, 19-27, 27-20, 11-26 | Parciales: 14-19, 19-27, 27-20, 11-26                         | |  |
|               | Estadísticas R. Hollis-Jefferson 24 A. Al-Dwairi, R. Hollis-Jefferson 9 F. Ibrahim 6 | Reporte Pts Reb Asts                  | Estadísticas 19 G. Larentzakis 7 N. Rogkavopoulos 7 T. Walkup | Pabellón: Mall of Asia Arena Asistencia: 5795 espectadores Árbitros: Antonio Conde Takaki Kato Manuel Attard |  |

| 26 de agosto  | Estados Unidos                                       | 99–72                                 | Nueva Zelanda                                             | Pasay |  |
| 20:40 (UTC+8) | Parciales: 19-18, 26-18, 31-22, 23-14                | Parciales: 19-18, 26-18, 31-22, 23-14 | Parciales: 19-18, 26-18, 31-22, 23-14                     | |  |
|               | Estadísticas P. Banchero 21 A. Edwards 7 A. Reaves 6 | Reporte Pts Reb Asts                  | Estadísticas 15 R. Te Rangi 5 F. Delany, I. Fotu 5 S. Ili | Pabellón: Mall of Asia Arena Asistencia: 10 978 espectadores Árbitros: Manuel Mazzoni Boris Krejič Park Kyoung-jin |  |

| 28 de agosto  | Nueva Zelanda                                      | 95–87                                              | Jordania                                                         | Pasay |  |
| 16:45 (UTC+8) | Parciales: 21-18, 25-19, 19-20, 20-28 (T.E.: 10-2) | Parciales: 21-18, 25-19, 19-20, 20-28 (T.E.: 10-2) | Parciales: 21-18, 25-19, 19-20, 20-28 (T.E.: 10-2)               | |  |
|               | Estadísticas I. Le'afa 23 F. Delany 7 S. Ili 10    | Reporte Pts Reb Asts                               | Estadísticas 39 R. Hollis-Jefferson 10 A. Al-Dwairi 9 F. Ibrahim | Pabellón: Mall of Asia Arena Asistencia: 7331 espectadores Árbitros: Takaki Kato Boris Krejič Péter Praksch |  |

| 28 de agosto  | Grecia                                                                          | 81–109                                | Estados Unidos                                   | Pasay |  |
| 20:40 (UTC+8) | Parciales: 19-23, 18-27, 19-29, 25-30                                           | Parciales: 19-23, 18-27, 19-29, 25-30 | Parciales: 19-23, 18-27, 19-29, 25-30            | |  |
|               | Estadísticas G. Papagiannis 17 T. Antetokounmpo, N. Rogkavopoulos 4 T. Walkup 7 | Reporte Pts Reb Asts                  | Estadísticas 15 A. Reaves 11 J. Hart 6 A. Reaves | Pabellón: Mall of Asia Arena Asistencia: 11 392 espectadores Árbitros: Antonio Conde Manuel Mazzoni Daniel García |  |

| 30 de agosto  | Estados Unidos                                        | 110–62                                | Jordania                                                              | Pasay |  |
| 16:40 (UTC+8) | Parciales: 31-12, 31-21, 25-16, 23-13                 | Parciales: 31-12, 31-21, 25-16, 23-13 | Parciales: 31-12, 31-21, 25-16, 23-13                                 | |  |
|               | Estadísticas A. Edwards 22 J. Hart 12 T. Haliburton 6 | Reporte Pts Reb Asts                  | Estadísticas 20 R. Hollis-Jefferson 7 R. Hollis-Jefferson 6 M. Kanaan | Pabellón: Mall of Asia Arena Asistencia: 10 511 espectadores Árbitros: Takaki Kato Kristian Páez Péter Praksch |  |

| 30 de agosto  | Grecia                                                     | 83–74                                 | Nueva Zelanda                                | Pasay |  |
| 20:40 (UTC+8) | Parciales: 15-20, 17-23, 18-11, 33-20                      | Parciales: 15-20, 17-23, 18-11, 33-20 | Parciales: 15-20, 17-23, 18-11, 33-20        | |  |
|               | Estadísticas I. Papapetrou 27 G. Papagiannis 9 T. Walkup 9 | Reporte Pts Reb Asts                  | Estadísticas 27 S. Ili 14 F. Delany 8 S. Ili | Pabellón: Mall of Asia Arena Asistencia: 5625 espectadores Árbitros: Manuel Mazzoni Andris Aunkrogers Carlos Vélez |  |

#### Grupo D
| Pos. | Equipo     | Pts | PJ | PG | PP | PF  | PC  | Dif |
| ---- | ---------- | --- | -- | -- | -- | --- | --- | --- |
| 1.   | Lituania   | 6   | 3  | 3  | 0  | 280 | 204 | +76 |
| 2.   | Montenegro | 5   | 3  | 2  | 1  | 251 | 236 | +15 |
| 3.   | Egipto     | 4   | 3  | 1  | 2  | 241 | 254 | –13 |
| 4.   | México     | 3   | 3  | 0  | 3  | 209 | 287 | –78 |

|  | Clasificado a la segunda ronda.          |
|  | Clasificado a la ronda del 17.º al 32.º. |

| 25 de agosto  | México                                         | 71–91                                 | Montenegro                                          | Pasay |  |
| 16:45 (UTC+8) | Parciales: 19-19, 20-29, 19-20, 13-23          | Parciales: 19-19, 20-29, 19-20, 13-23 | Parciales: 19-19, 20-29, 19-20, 13-23               | |  |
|               | Estadísticas F. Cruz 16 F. Jaimes 8 P. Stoll 7 | Reporte Pts Reb Asts                  | Estadísticas 27 N. Vučević 10 N. Vučević 7 K. Perry | Pabellón: Mall of Asia Arena Asistencia: 6668 espectadores Árbitros: Manuel Mazzoni Daniel García Kristian Páez |  |

| 25 de agosto  | Egipto                                               | 67–93                                 | Lituania                                                       | Pasay |  |
| 20:30 (UTC+8) | Parciales: 12-26, 22-20, 19-24, 14-23                | Parciales: 12-26, 22-20, 19-24, 14-23 | Parciales: 12-26, 22-20, 19-24, 14-23                          | |  |
|               | Estadísticas A. Marei 14 A. Marei 9 Tres jugadores 3 | Reporte Pts Reb Asts                  | Estadísticas 18 M. Normantas 10 J. Valančiūnas 5 I. Brazdeikis | Pabellón: Mall of Asia Arena Asistencia: 7229 espectadores Árbitros: Antonio Conde Péter Praksch Carlos Vélez |  |

| 27 de agosto  | Montenegro                                                   | 89–74                                 | Egipto                                          | Pasay |  |
| 16:45 (UTC+8) | Parciales: 27-17, 24-20, 19-19, 19-18                        | Parciales: 27-17, 24-20, 19-19, 19-18 | Parciales: 27-17, 24-20, 19-19, 19-18           | |  |
|               | Estadísticas N. Vučević 16 Radončić, N. Vučević 7 K. Perry 7 | Reporte Pts Reb Asts                  | Estadísticas 26 E. Amin 8 P. Gardner 4 A. Gendy | Pabellón: Mall of Asia Arena Asistencia: 3751 espectadores Árbitros: Antonio Conde Takaki Kato Andris Aunkrogers |  |

| 27 de agosto  | Lituania                                                                        | 96–66                                 | México                                                      | Pasay |  |
| 20:30 (UTC+8) | Parciales: 32-17, 21-17, 23-17, 20-15                                           | Parciales: 32-17, 21-17, 23-17, 20-15 | Parciales: 32-17, 21-17, 23-17, 20-15                       | |  |
|               | Estadísticas R. Jokubaitis, J. Valančiūnas 15 J. Valančiūnas 12 R. Jokubaitis 7 | Reporte Pts Reb Asts                  | Estadísticas 13 G. Girón 6 J. Ibarra, F. Jaimes 4 F. Jaimes | Pabellón: Mall of Asia Arena Asistencia: 5503 espectadores Árbitros: Manuel Mazzoni Boris Krejič Kristian Páez |  |

| 29 de agosto  | Egipto                                         | 100–72                                | México                                                     | Pasay |  |
| 16:45 (UTC+8) | Parciales: 30-16, 29-19, 18-21, 23-16          | Parciales: 30-16, 29-19, 18-21, 23-16 | Parciales: 30-16, 29-19, 18-21, 23-16                      | |  |
|               | Estadísticas E. Amin 22 A. Marei 10 E. Amin 10 | Reporte Pts Reb Asts                  | Estadísticas 21 F. Cruz, J. Ibarra 6 F. Jaimes 14 P. Stoll | Pabellón: Mall of Asia Arena Asistencia: 4448 espectadores Árbitros: Antonio Conde Daniel García Park Kyoung-jin |  |

| 29 de agosto  | Montenegro                                                 | 71–91                                 | Lituania                                                        | Pasay |  |
| 20:30 (UTC+8) | Parciales: 27-26, 13-22, 10-18, 21-25                      | Parciales: 27-26, 13-22, 10-18, 21-25 | Parciales: 27-26, 13-22, 10-18, 21-25                           | |  |
|               | Estadísticas N. Vučević 19 M. Simonović 6 Seis jugadores 2 | Reporte Pts Reb Asts                  | Estadísticas 19 R. Jokubaitis 11 T. Sedekerskis 6 R. Jokubaitis | Pabellón: Mall of Asia Arena Asistencia: 5707 espectadores Árbitros: Boris Krejič Kristian Páez Manuel Attard |  |

#### Grupo E
| Pos. | Equipo    | Pts | PJ | PG | PP | PF  | PC  | Dif |
| ---- | --------- | --- | -- | -- | -- | --- | --- | --- |
| 1.   | Alemania  | 6   | 3  | 3  | 0  | 267 | 220 | +47 |
| 2.   | Australia | 5   | 3  | 2  | 1  | 289 | 246 | +43 |
| 3.   | Japón     | 4   | 3  | 1  | 2  | 250 | 278 | –28 |
| 4.   | Finlandia | 3   | 3  | 0  | 3  | 235 | 297 | –62 |

|  | Clasificado a la segunda ronda.          |
|  | Clasificado a la ronda del 17.º al 32.º. |

| 25 de agosto  | Finlandia                                                             | 72–98                                 | Australia                                        | Okinawa |  |
| 17:00 (UTC+9) | Parciales: 21-17, 19-28, 14-25, 18-28                                 | Parciales: 21-17, 19-28, 14-25, 18-28 | Parciales: 21-17, 19-28, 14-25, 18-28            | |  |
|               | Estadísticas L. Markkanen 19 L. Markkanen 8 M. Little, L. Markkanen 4 | Reporte Pts Reb Asts                  | Estadísticas 25 P. Mills 9 J. Giddey 8 J. Giddey | Pabellón: Okinawa Arena Asistencia: 5729 espectadores Árbitros: Jorge Vázquez Wojciech Liszka Blanca Burns |  |

| 25 de agosto  | Alemania                                                       | 81–63                                 | Japón                                                        | Okinawa                                                                                                 |  |
| 21:10 (UTC+9) | Parciales: 23-11, 30-20, 16-16, 12-16                          | Parciales: 23-11, 30-20, 16-16, 12-16 | Parciales: 23-11, 30-20, 16-16, 12-16                        | |  |
|               | Estadísticas M. Wagner 25 M. Wagner 9 D. Schröder, F. Wagner 5 | Reporte Pts Reb Asts                  | Estadísticas 20 Y. Watanabe 10 J. Hawkinson 3 Tres jugadores | Pabellón: Okinawa Arena Asistencia: 6397 espectadores Árbitros: Omar Bermúdez Amy Bonner Waseem Husainy |  |

| 27 de agosto  | Australia                                                | 82–85                                 | Alemania                                                 | Okinawa                                                                                                   |  |
| 17:30 (UTC+9) | Parciales: 25-24, 19-25, 22-13, 16-23                    | Parciales: 25-24, 19-25, 22-13, 16-23 | Parciales: 25-24, 19-25, 22-13, 16-23                    | |  |
|               | Estadísticas P. Mills 21 X. Cooks, P. Mills 5 P. Mills 6 | Reporte Pts Reb Asts                  | Estadísticas 30 D. Schröder 6 J. Voigtmann 8 D. Schröder | Pabellón: Okinawa Arena Asistencia: 6205 espectadores Árbitros: Matthew Kallio Blanca Burns Omar Bermúdez |  |

| 27 de agosto  | Japón                                                      | 98–88                                 | Finlandia                                                       | Okinawa |  |
| 21:10 (UTC+9) | Parciales: 22-15, 14-31, 27-27, 35-15                      | Parciales: 22-15, 14-31, 27-27, 35-15 | Parciales: 22-15, 14-31, 27-27, 35-15                           | |  |
|               | Estadísticas J. Hawkinson 28 J. Hawkinson 19 Y. Kawamura 9 | Reporte Pts Reb Asts                  | Estadísticas 27 L. Markkanen 12 L. Markkanen 5 Cuatro jugadores | Pabellón: Okinawa Arena Asistencia: 7374 espectadores Árbitros: Ademir Zurapović Amy Bonner Ahmed Al-Shuwaili |  |

| 29 de agosto  | Alemania                                                                 | 101–75                                | Finlandia                                              | Okinawa |  |
| 16:30 (UTC+9) | Parciales: 19-22, 28-17, 29-16, 25-20                                    | Parciales: 19-22, 28-17, 29-16, 25-20 | Parciales: 19-22, 28-17, 29-16, 25-20                  | |  |
|               | Estadísticas I. Bonga, D. Schröder 15 J. Voigtmann, J. Hollatz 4 M. Lô 5 | Reporte Pts Reb Asts                  | Estadísticas 14 O. Nkamhoua 5 M. Jantunen 6 E. Maxhuni | Pabellón: Okinawa Arena Asistencia: 6037 espectadores Árbitros: Matthew Kallio Martin Horozov Wael Mostafa |  |

| 29 de agosto  | Australia                                          | 109–89                                | Japón                                                                              | Okinawa                                                                                                 |  |
| 20:10 (UTC+9) | Parciales: 25-17, 32-18, 30-35, 22-19              | Parciales: 25-17, 32-18, 30-35, 22-19 | Parciales: 25-17, 32-18, 30-35, 22-19                                              | |  |
|               | Estadísticas J. Giddey 26 X. Cooks 16 J. Giddey 11 | Reporte Pts Reb Asts                  | Estadísticas 33 J. Hawkinson 7 Y. Watanabe, J. Hawkinson 7 Y. Togashi, Y. Kawamura | Pabellón: Okinawa Arena Asistencia: 7374 espectadores Árbitros: Jorge Vázquez Amy Bonner Waseem Husainy |  |

#### Grupo F
| Pos. | Equipo     | Pts | PJ | PG | PP | PF  | PC  | Dif |
| ---- | ---------- | --- | -- | -- | -- | --- | --- | --- |
| 1.   | Eslovenia  | 6   | 3  | 3  | 0  | 280 | 229 | +51 |
| 2.   | Georgia    | 5   | 3  | 2  | 1  | 222 | 207 | +15 |
| 3.   | Cabo Verde | 4   | 3  | 1  | 2  | 218 | 252 | –34 |
| 4.   | Venezuela  | 3   | 3  | 0  | 3  | 219 | 251 | –32 |

|  | Clasificado a la segunda ronda.          |
|  | Clasificado a la ronda del 17.º al 32.º. |

| 26 de agosto  | Cabo Verde                                           | 60–85                                 | Georgia                                                         | Okinawa                                                                                                   |  |
| 17:00 (UTC+9) | Parciales: 11-20, 11-28, 15-22, 23-15                | Parciales: 11-20, 11-28, 15-22, 23-15 | Parciales: 11-20, 11-28, 15-22, 23-15                           | |  |
|               | Estadísticas K. Mendes 11 E. Tavares 12 S. Da Rosa 6 | Reporte Pts Reb Asts                  | Estadísticas 16 T. Shengelia 11 G. Bitadze 6 R. Andronikashvili | Pabellón: Okinawa Arena Asistencia: 5669 espectadores Árbitros: Jorge Vázquez Martin Horozov Wael Mostafa |  |

| 26 de agosto  | Eslovenia                                         | 100–85                                | Venezuela                                                         | Okinawa |  |
| 20:30 (UTC+9) | Parciales: 31-33, 25-18, 22-12, 22-22             | Parciales: 31-33, 25-18, 22-12, 22-22 | Parciales: 31-33, 25-18, 22-12, 22-22                             | |  |
|               | Estadísticas L. Dončić 37 L. Dončić 7 L. Dončić 6 | Reporte Pts Reb Asts                  | Estadísticas 16 G. Sojo 4 M. Carrera, N. Colmenares 6 H. Guillent | Pabellón: Okinawa Arena Asistencia: 6389 espectadores Árbitros: Ademir Zurapović Matthew Kallio Wojciech Liszka |  |

| 28 de agosto  | Venezuela                                           | 75–81                               | Cabo Verde                                                      | Okinawa |  |
| 17:00 (UTC+9) | Parciales: 23-24, 23-9, 20-26, 9-22                 | Parciales: 23-24, 23-9, 20-26, 9-22 | Parciales: 23-24, 23-9, 20-26, 9-22                             | |  |
|               | Estadísticas D. Cubillán 15 G. Sojo 7 D. Cubillán 4 | Reporte Pts Reb Asts                | Estadísticas 22 B. Gomes 14 E. Tavares 3 E. Tavares, W. Tavares | Pabellón: Okinawa Arena Asistencia: 5841 espectadores Árbitros: Ademir Zurapović Wojciech Liszka Ahmed Al-Shuwaili |  |

| 28 de agosto  | Georgia                                                               | 67–88                                 | Eslovenia                                          | Okinawa                                                                                                  |  |
| 20:30 (UTC+9) | Parciales: 17-16, 16-29, 17-18, 17-25                                 | Parciales: 17-16, 16-29, 17-18, 17-25 | Parciales: 17-16, 16-29, 17-18, 17-25              | |  |
|               | Estadísticas S. Mamukelashvili 21 S. Mamukelashvili 7 G. Tsintsadze 7 | Reporte Pts Reb Asts                  | Estadísticas 34 L. Dončić 10 L. Dončić 6 L. Dončić | Pabellón: Okinawa Arena Asistencia: 6042 espectadores Árbitros: Jorge Vázquez Omar Bermúdez Blanca Burns |  |

| 30 de agosto  | Georgia                                                               | 70–59                                | Venezuela                                                    | Okinawa                                                                                                   |  |
| 17:00 (UTC+9) | Parciales: 24-19, 18-4, 17-21, 11-15                                  | Parciales: 24-19, 18-4, 17-21, 11-15 | Parciales: 24-19, 18-4, 17-21, 11-15                         | |  |
|               | Estadísticas T. Shengelia 25 G. Bitadze 11 D. Sanadze, T. Shengelia 3 | Reporte Pts Reb Asts                 | Estadísticas 16 N. Colmenares 12 N. Colmenares 7 H. Guillent | Pabellón: Okinawa Arena Asistencia: 5807 espectadores Árbitros: Matthew Kallio Amy Bonner Wojciech Liszka |  |

| 30 de agosto  | Eslovenia                                         | 92–77                                 | Cabo Verde                                          | Okinawa |  |
| 20:30 (UTC+9) | Parciales: 24-21, 21-17, 24-17, 23-22             | Parciales: 24-21, 21-17, 24-17, 23-22 | Parciales: 24-21, 21-17, 24-17, 23-22               | |  |
|               | Estadísticas L. Dončić 19 L. Dončić 7 L. Dončić 9 | Reporte Pts Reb Asts                  | Estadísticas 17 B. Gomes 10 E. Tavares 5 E. Tavares | Pabellón: Okinawa Arena Asistencia: 5145 espectadores Árbitros: Ademir Zurapović Omar Bermúdez Waseem Husainy |  |

#### Grupo G
| Pos. | Equipo          | Pts | PJ | PG | PP | PF  | PC  | Dif |
| ---- | --------------- | --- | -- | -- | -- | --- | --- | --- |
| 1.   | España          | 6   | 3  | 3  | 0  | 275 | 207 | +68 |
| 2.   | Brasil          | 5   | 3  | 2  | 1  | 267 | 232 | +35 |
| 3.   | Costa de Marfil | 4   | 3  | 1  | 2  | 212 | 252 | –40 |
| 4.   | Irán            | 3   | 3  | 0  | 3  | 193 | 256 | –63 |

|  | Clasificado a la segunda ronda.          |
|  | Clasificado a la ronda del 17.º al 32.º. |

| 26 de agosto  | Irán                                                         | 59–100                                | Brasil                                                              | Yakarta |  |
| 16:45 (UTC+7) | Parciales: 12-33, 13-24, 21-25, 13-18                        | Parciales: 12-33, 13-24, 21-25, 13-18 | Parciales: 12-33, 13-24, 21-25, 13-18                               | |  |
|               | Estadísticas M. Aghajanpour 11 M. Amini 6 Cuatro jugadores 3 | Reporte Pts Reb Asts                  | Estadísticas 16 B. Caboclo 7 B. Caboclo 6 M. Huertas, Y. dos Santos | Pabellón: Indonesia Arena Asistencia: 6251 espectadores Árbitros: Julio Anaya Aleksandar Glišić Daigo Urushima |  |

| 26 de agosto  | España                                                | 94–64                                 | Costa de Marfil                               | Yakarta |  |
| 20:30 (UTC+7) | Parciales: 24-17, 29-17, 20-13, 21-17                 | Parciales: 24-17, 29-17, 20-13, 21-17 | Parciales: 24-17, 29-17, 20-13, 21-17         | |  |
|               | Estadísticas W. Hernangómez 22 U. Garuba 7 J. Núñez 8 | Reporte Pts Reb Asts                  | Estadísticas 11 B. Koné 5 V. Fofana 3 B. Koné | Pabellón: Indonesia Arena Asistencia: 8144 espectadores Árbitros: Juan Fernández Andrés Bartel Yevgeniy Mikheyev |  |

| 28 de agosto  | Costa de Marfil                                                 | 71–69                                 | Irán                                                            | Yakarta |  |
| 16:45 (UTC+7) | Parciales: 15-20, 22-15, 17-21, 17-13                           | Parciales: 15-20, 22-15, 17-21, 17-13 | Parciales: 15-20, 22-15, 17-21, 17-13                           | |  |
|               | Estadísticas N. Zouzoua 17 C. Bah, A. Sidibé 5 Tres jugadores 3 | Reporte Pts Reb Asts                  | Estadísticas 19 B. Yakhchali 8 H. Haddadi, A. Kazemi 4 M. Amini | Pabellón: Indonesia Arena Asistencia: 4558 espectadores Árbitros: Aleksandar Glišić Scott Beker Gvidas Gedvilas |  |

| 28 de agosto  | Brasil                                                 | 78–96                                 | España                                          | Yakarta |  |
| 20:30 (UTC+7) | Parciales: 22-21, 20-29, 17-14, 19-32                  | Parciales: 22-21, 20-29, 17-14, 19-32 | Parciales: 22-21, 20-29, 17-14, 19-32           | |  |
|               | Estadísticas B. Caboclo 15 B. Caboclo 11 G. de Paula 7 | Reporte Pts Reb Asts                  | Estadísticas 15 S. Aldama 7 J. Núñez 5 J. Núñez | Pabellón: Indonesia Arena Asistencia: 7354 espectadores Árbitros: Roberto Vázquez Julio Anaya Johnny Batista |  |

| 30 de agosto  | Costa de Marfil                                        | 77–89                                 | Brasil                                                      | Yakarta |  |
| 16:45 (UTC+7) | Parciales: 25-23, 21-27, 19-20, 12-19                  | Parciales: 25-23, 21-27, 19-20, 12-19 | Parciales: 25-23, 21-27, 19-20, 12-19                       | |  |
|               | Estadísticas C. Bah 13 C. Bah 13 S. Diabate, B. Koné 3 | Reporte Pts Reb Asts                  | Estadísticas 24 Y. dos Santos 8 B. Caboclo 12 Y. dos Santos | Pabellón: Indonesia Arena Asistencia: 6190 espectadores Árbitros: Roberto Vázquez Scott Beker Andrés Bartel |  |

| 30 de agosto  | Irán                                                                            | 65–85                                 | España                                                     | Yakarta |  |
| 20:30 (UTC+7) | Parciales: 17-16, 17-27, 18-21, 13-21                                           | Parciales: 17-16, 17-27, 18-21, 13-21 | Parciales: 17-16, 17-27, 18-21, 13-21                      | |  |
|               | Estadísticas M. Amini 19 P. Girgoorian, H. Haddadi 5 H. Haddadi, B. Yakhchali 7 | Reporte Pts Reb Asts                  | Estadísticas 21 J. Hernangómez 9 W. Hernangómez 6 J. Núñez | Pabellón: Indonesia Arena Asistencia: 7320 espectadores Árbitros: Julio Anaya Juan Fernández Johnny Batista |  |

#### Grupo H
| Pos. | Equipo  | Pts | PJ | PG | PP | PF  | PC  | Dif  |
| ---- | ------- | --- | -- | -- | -- | --- | --- | ---- |
| 1.   | Canadá  | 6   | 3  | 3  | 0  | 324 | 213 | +111 |
| 2.   | Letonia | 5   | 3  | 2  | 1  | 272 | 257 | +15  |
| 3.   | Francia | 4   | 3  | 1  | 2  | 236 | 262 | –26  |
| 4.   | Líbano  | 3   | 3  | 0  | 3  | 222 | 322 | –100 |

|  | Clasificado a la segunda ronda.          |
|  | Clasificado a la ronda del 17.º al 32.º. |

| 25 de agosto  | Letonia                                                           | 109–70                                | Líbano                                                    | Yakarta                                                                                                |  |
| 16:15 (UTC+7) | Parciales: 27-17, 28-13, 27-18, 27-22                             | Parciales: 27-17, 28-13, 27-18, 27-22 | Parciales: 27-17, 28-13, 27-18, 27-22                     | |  |
|               | Estadísticas Dai. Bertāns 20 R. Šmits, A. Gražulis 7 A. Žagars 11 | Reporte Pts Reb Asts                  | Estadísticas 19 S. El Darwich 5 S. El Darwich 8 W. Arakji | Pabellón: Indonesia Arena Asistencia: 5834 espectadores Árbitros: Julio Anaya Scott Beker Jenna Reneau |  |

| 25 de agosto  | Canadá                                                                                 | 95–65                                | Francia                                            | Yakarta |  |
| 20:30 (UTC+7) | Parciales: 14-18, 29-22, 25-8, 27-17                                                   | Parciales: 14-18, 29-22, 25-8, 27-17 | Parciales: 14-18, 29-22, 25-8, 27-17               | |  |
|               | Estadísticas S. Gilgeous-Alexander 27 S. Gilgeous-Alexander 13 S. Gilgeous-Alexander 6 | Reporte Pts Reb Asts                 | Estadísticas 21 E. Fournier 9 R. Gobert 4 E. Okobo | Pabellón: Indonesia Arena Asistencia: 12 091 espectadores Árbitros: Roberto Vázquez Johnny Batista Gvidas Gedvilas |  |

| 27 de agosto  | Líbano                                                   | 73–128                                | Canadá                                                     | Yakarta |  |
| 16:45 (UTC+7) | Parciales: 13-29, 17-37, 18-34, 25-28                    | Parciales: 13-29, 17-37, 18-34, 25-28 | Parciales: 13-29, 17-37, 18-34, 25-28                      | |  |
|               | Estadísticas O. Spellman 16 Tres jugadores 3 W. Arakji 5 | Reporte Pts Reb Asts                  | Estadísticas 17 R. J. Barrett 8 K. Olynyk 8 T. Bell-Haynes | Pabellón: Indonesia Arena Asistencia: 10 180 espectadores Árbitros: Roberto Vázquez Jenna Reneau Daigo Urushima |  |

| 27 de agosto  | Francia                                              | 86–88                                 | Letonia                                           | Yakarta |  |
| 20:30 (UTC+7) | Parciales: 33-26, 20-23, 21-13, 12-26                | Parciales: 33-26, 20-23, 21-13, 12-26 | Parciales: 33-26, 20-23, 21-13, 12-26             | |  |
|               | Estadísticas E. Fournier 27 R. Gobert 7 N. de Colo 8 | Reporte Pts Reb Asts                  | Estadísticas 22 A. Žagars 5 R. Kurucs 5 A. Žagars | Pabellón: Indonesia Arena Asistencia: 9628 espectadores Árbitros: Julio Anaya Juan Fernández Andrés Bartel |  |

| 29 de agosto  | Líbano                                                                       | 79–85                                 | Francia                                               | Yakarta |  |
| 16:45 (UTC+7) | Parciales: 20-19, 17-19, 22-20, 20-27                                        | Parciales: 20-19, 17-19, 22-20, 20-27 | Parciales: 20-19, 17-19, 22-20, 20-27                 | |  |
|               | Estadísticas W. Arakji 29 K. Zeinoun, A. Haidar 6 S. El Darwich, W. Arakji 4 | Reporte Pts Reb Asts                  | Estadísticas 18 G. Yabusele 5 I. Cordinier 5 E. Okobo | Pabellón: Indonesia Arena Asistencia: 6549 espectadores Árbitros: Aleksandar Glišić Yevgeniy Mikheyev Daigo Urushima |  |

| 29 de agosto  | Canadá                                                                  | 101–75                                | Letonia                                             | Yakarta |  |
| 20:30 (UTC+7) | Parciales: 13-23, 30-19, 24-15, 34-18                                   | Parciales: 13-23, 30-19, 24-15, 34-18 | Parciales: 13-23, 30-19, 24-15, 34-18               | |  |
|               | Estadísticas S. Gilgeous-Alexander 27 M. Ejim 7 S. Gilgeous-Alexander 6 | Reporte Pts Reb Asts                  | Estadísticas 16 A. Gražulis 10 R. Kurucs 6 A. Šķēle | Pabellón: Indonesia Arena Asistencia: 11 186 espectadores Árbitros: Juan Fernández Jenna Reneau Johnny Batista |  |

### Segunda ronda

#### Grupo I
| Pos. | Equipo               | Pts | PJ | PG | PP | PF  | PC  | Dif  |
| ---- | -------------------- | --- | -- | -- | -- | --- | --- | ---- |
| 1.   | Italia               | 9   | 5  | 4  | 1  | 404 | 370 | +34  |
| 2.   | Serbia               | 9   | 5  | 4  | 1  | 502 | 380 | +122 |
| 3.   | Puerto Rico          | 8   | 5  | 3  | 2  | 444 | 449 | –5   |
| 4.   | República Dominicana | 8   | 5  | 3  | 2  | 425 | 444 | –19  |

|  | Clasificado a la fase de eliminatorias. |
|  | Eliminado de la competición.            |

| 1 de septiembre | Serbia                                                        | 76–78                                 | Italia                                                    | Ciudad Quezon                                                                                              |  |
| 16:00 (UTC+8)   | Parciales: 19-23, 23-17, 20-19, 14-19                         | Parciales: 19-23, 23-17, 20-19, 14-19 | Parciales: 19-23, 23-17, 20-19, 14-19                     | |  |
|                 | Estadísticas B. Bogdanović 18 N. Milutinov 12 B. Bogdanović 4 | Reporte Pts Reb Asts                  | Estadísticas 30 S. Fontecchio 7 S. Fontecchio 6 A. Pajola | Pabellón: Coliseo Araneta Asistencia: 3117 espectadores Árbitros: Antonio Conde Luis Castillo Martin Vulić |  |

| 1 de septiembre | República Dominicana                            | 97–102                                | Puerto Rico                                             | Ciudad Quezon |  |
| 20:00 (UTC+8)   | Parciales: 12-17, 33-28, 29-24, 23-33           | Parciales: 12-17, 33-28, 29-24, 23-33 | Parciales: 12-17, 33-28, 29-24, 23-33                   | |  |
|                 | Estadísticas K. Towns 39 K. Towns 10 A. Feliz 8 | Reporte Pts Reb Asts                  | Estadísticas 37 T. Waters 7 Tres jugadores 11 T. Waters | Pabellón: Coliseo Araneta Asistencia: 3465 espectadores Árbitros: Guilherme Locatelli Rabah Noujaim Carlos Peralta |  |

| 3 de septiembre | Italia                                                                    | 73–57                                 | Puerto Rico                                        | Ciudad Quezon |  |
| 16:00 (UTC+8)   | Parciales: 25-15, 14-21, 12-11, 22-10                                     | Parciales: 25-15, 14-21, 12-11, 22-10 | Parciales: 25-15, 14-21, 12-11, 22-10              | |  |
|                 | Estadísticas G. Ricci, S. Tonut 15 S. Fontecchio, N. Melli 12 A. Pajola 9 | Reporte Pts Reb Asts                  | Estadísticas 13 T. Waters 7 I. Piñeiro 9 T. Waters | Pabellón: Coliseo Araneta Asistencia: 4379 espectadores Árbitros: Guilherme Locatelli Mārtiņš Kozlovskis Martin Vulić |  |

| 3 de septiembre | República Dominicana                             | 79–112                                | Serbia                                              | Ciudad Quezon                                                                                            |  |
| 20:00 (UTC+8)   | Parciales: 15-29, 20-27, 18-31, 26-25            | Parciales: 15-29, 20-27, 18-31, 26-25 | Parciales: 15-29, 20-27, 18-31, 26-25               | |  |
|                 | Estadísticas K. Towns 25 K. Towns 7 J. Montero 4 | Reporte Pts Reb Asts                  | Estadísticas 20 B. Bogdanović 6 S. Jović 7 S. Jović | Pabellón: Coliseo Araneta Asistencia: 6616 espectadores Árbitros: Yohan Rosso Luis Castillo Gatis Saliņš |  |

#### Grupo J
| Pos. | Equipo         | Pts | PJ | PG | PP | PF  | PC  | Dif  |
| ---- | -------------- | --- | -- | -- | -- | --- | --- | ---- |
| 1.   | Lituania       | 10  | 5  | 5  | 0  | 482 | 375 | +107 |
| 2.   | Estados Unidos | 9   | 5  | 4  | 1  | 507 | 398 | +109 |
| 3.   | Montenegro     | 8   | 5  | 3  | 2  | 397 | 390 | +7   |
| 4.   | Grecia         | 7   | 5  | 2  | 3  | 392 | 419 | –27  |

|  | Clasificado a la fase de eliminatorias. |
|  | Eliminado de la competición.            |

| 1 de septiembre | Estados Unidos                                         | 85–73                                 | Montenegro                                          | Pasay |  |
| 16:40 (UTC+8)   | Parciales: 19-18, 18-20, 24-17, 24-18                  | Parciales: 19-18, 18-20, 24-17, 24-18 | Parciales: 19-18, 18-20, 24-17, 24-18               | |  |
|                 | Estadísticas A. Edwards 17 B. Ingram 5 T. Haliburton 6 | Reporte Pts Reb Asts                  | Estadísticas 18 N. Vučević 16 N. Vučević 6 K. Perry | Pabellón: Mall of Asia Arena Asistencia: 7699 espectadores Árbitros: Yohan Rosso Boris Krejič Gatis Saliņš |  |

| 1 de septiembre | Lituania                                                       | 92–67                                | Grecia                                            | Pasay |  |
| 20:40 (UTC+8)   | Parciales: 20-20, 19-23, 25-15, 28-9                           | Parciales: 20-20, 19-23, 25-15, 28-9 | Parciales: 20-20, 19-23, 25-15, 28-9              | |  |
|                 | Estadísticas R. Jokubaitis 19 J. Valančiūnas 9 R. Jokubaitis 6 | Reporte Pts Reb Asts                 | Estadísticas 21 T. Walkup 8 T. Walkup 7 T. Walkup | Pabellón: Mall of Asia Arena Asistencia: 5986 espectadores Árbitros: Manuel Mazzoni Mārtiņš Kozlovskis Kerem Baki |  |

| 3 de septiembre | Grecia                                                    | 69–73                                 | Montenegro                                               | Pasay |  |
| 16:40 (UTC+8)   | Parciales: 14-19, 16-17, 12-14, 27-23                     | Parciales: 14-19, 16-17, 12-14, 27-23 | Parciales: 14-19, 16-17, 12-14, 27-23                    | |  |
|                 | Estadísticas I. Papapetrou 16 L. Bochoridis 6 T. Walkup 6 | Reporte Pts Reb Asts                  | Estadísticas 19 N. Vučević 9 B. Dubljević 9 B. Dubljević | Pabellón: Mall of Asia Arena Asistencia: 6193 espectadores Árbitros: Daniel García Kristian Páez Péter Praksch |  |

| 3 de septiembre | Estados Unidos                                                         | 104–110                               | Lituania                                                          | Pasay |  |
| 20:40 (UTC+8)   | Parciales: 12-31, 25-23, 28-17, 39-39                                  | Parciales: 12-31, 25-23, 28-17, 39-39 | Parciales: 12-31, 25-23, 28-17, 39-39                             | |  |
|                 | Estadísticas A. Edwards 35 B. Portis Jr. 5 T. Haliburton, J. Brunson 7 | Reporte Pts Reb Asts                  | Estadísticas 15 V. Kariniauskas 11 T. Sedekerskis 6 R. Jokubaitis | Pabellón: Mall of Asia Arena Asistencia: 11 349 espectadores Árbitros: Antonio Conde Takaki Kato Boris Krejič |  |

#### Grupo K
| Pos. | Equipo    | Pts | PJ | PG | PP | PF  | PC  | Dif  |
| ---- | --------- | --- | -- | -- | -- | --- | --- | ---- |
| 1.   | Alemania  | 10  | 5  | 5  | 0  | 467 | 364 | +103 |
| 2.   | Eslovenia | 9   | 5  | 4  | 1  | 442 | 409 | +33  |
| 3.   | Australia | 8   | 5  | 3  | 2  | 469 | 421 | +48  |
| 4.   | Georgia   | 7   | 5  | 2  | 3  | 379 | 407 | –28  |

|  | Clasificado a la fase de eliminatorias. |
|  | Eliminado de la competición.            |

| 1 de septiembre | Alemania                                        | 100–73                                | Georgia                                                      | Okinawa |  |
| 17:30 (UTC+9)   | Parciales: 22-16, 21-25, 27-16, 30-16           | Parciales: 22-16, 21-25, 27-16, 30-16 | Parciales: 22-16, 21-25, 27-16, 30-16                        | |  |
|                 | Estadísticas M. Lô 18 M. Wagner 6 D. Schröder 7 | Reporte Pts Reb Asts                  | Estadísticas 19 S. Mamukelashvili 6 G. Bitadze 7 T. McFadden | Pabellón: Okinawa Arena Asistencia: 5852 espectadores Árbitros: Ademir Zurapović Omar Bermúdez Martin Horozov |  |

| 1 de septiembre | Eslovenia                                         | 91–80                                 | Australia                                                   | Okinawa                                                                                                   |  |
| 21:10 (UTC+9)   | Parciales: 28-18, 21-22, 17-22, 25-18             | Parciales: 28-18, 21-22, 17-22, 25-18 | Parciales: 28-18, 21-22, 17-22, 25-18                       | |  |
|                 | Estadísticas L. Dončić 20 M. Tobey 12 L. Dončić 6 | Reporte Pts Reb Asts                  | Estadísticas 25 J. Giddey 8 J. Giddey, P. Mills 4 J. Giddey | Pabellón: Okinawa Arena Asistencia: 6307 espectadores Árbitros: Matthew Kallio Jorge Vázquez Blanca Burns |  |

| 3 de septiembre | Australia                                     | 100–84                                | Georgia                                                      | Okinawa |  |
| 16:30 (UTC+9)   | Parciales: 23-17, 31-20, 25-30, 21-17         | Parciales: 23-17, 31-20, 25-30, 21-17 | Parciales: 23-17, 31-20, 25-30, 21-17                        | |  |
|                 | Estadísticas P. Mills 19 N. Kay 9 J. Ingles 6 | Reporte Pts Reb Asts                  | Estadísticas 20 G. Bitadze 9 S. Mamukelashvili 9 T. McFadden | Pabellón: Okinawa Arena Asistencia: 6126 espectadores Árbitros: Matthew Kallio Blanca Burns Wojciech Liszka |  |

| 3 de septiembre | Alemania                                               | 100–71                               | Eslovenia                                         | Okinawa |  |
| 20:10 (UTC+9)   | Parciales: 11-25, 27-9, 30-18, 32-19                   | Parciales: 11-25, 27-9, 30-18, 32-19 | Parciales: 11-25, 27-9, 30-18, 32-19              | |  |
|                 | Estadísticas D. Schröder 24 M. Wagner 8 D. Schröder 10 | Reporte Pts Reb Asts                 | Estadísticas 23 L. Dončić 6 L. Dončić 6 L. Dončić | Pabellón: Okinawa Arena Asistencia: 6634 espectadores Árbitros: Ademir Zurapović Jorge Vázquez Omar Bermúdez |  |

#### Grupo L
| Pos. | Equipo  | Pts | PJ | PG | PP | PF  | PC  | Dif  |
| ---- | ------- | --- | -- | -- | -- | --- | --- | ---- |
| 1.   | Canadá  | 9   | 5  | 4  | 1  | 477 | 367 | +110 |
| 2.   | Letonia | 9   | 5  | 4  | 1  | 450 | 410 | +40  |
| 3.   | España  | 8   | 5  | 3  | 2  | 429 | 369 | +60  |
| 4.   | Brasil  | 8   | 5  | 3  | 2  | 420 | 401 | +19  |

|  | Clasificado a la fase de eliminatorias. |
|  | Eliminado de la competición.            |

| 1 de septiembre | España                                                                | 69–74                                 | Letonia                                              | Yakarta |  |
| 16:45 (UTC+7)   | Parciales: 16-17, 16-12, 26-18, 11-27                                 | Parciales: 16-17, 16-12, 26-18, 11-27 | Parciales: 16-17, 16-12, 26-18, 11-27                | |  |
|                 | Estadísticas W. Hernangómez 14 V. Claver, J. Hernangómez 5 S. Llull 7 | Reporte Pts Reb Asts                  | Estadísticas 16 Dāv. Bertans 8 R. Kurucs 5 A. Žagars | Pabellón: Indonesia Arena Asistencia: 7117 espectadores Árbitros: Roberto Vázquez Aleksandar Glišić Juan Fernández |  |

| 1 de septiembre | Canadá                                                                  | 65–69                                 | Brasil                                                    | Yakarta                                                                                                   |  |
| 20:30 (UTC+7)   | Parciales: 13-16, 24-11, 15-18, 13-24                                   | Parciales: 13-16, 24-11, 15-18, 13-24 | Parciales: 13-16, 24-11, 15-18, 13-24                     | |  |
|                 | Estadísticas S. Gilgeous-Alexander 23 K. Olynyk 7 N. Alexander-Walker 3 | Reporte Pts Reb Asts                  | Estadísticas 19 B. Caboclo 13 B. Caboclo 10 Y. dos Santos | Pabellón: Indonesia Arena Asistencia: 8934 espectadores Árbitros: Julio Anaya Jenna Reneau Johnny Batista |  |

| 3 de septiembre | Brasil                                                        | 84–104                                | Letonia                                             | Yakarta |  |
| 16:45 (UTC+7)   | Parciales: 20-22, 22-23, 21-36, 21-23                         | Parciales: 20-22, 22-23, 21-36, 21-23 | Parciales: 20-22, 22-23, 21-36, 21-23               | |  |
|                 | Estadísticas B. Caboclo 20 B. Caboclo, L. Dias 7 M. Huertas 9 | Reporte Pts Reb Asts                  | Estadísticas 24 A. Gražulis 5 R. Kurucs 6 K. Zoriks | Pabellón: Indonesia Arena Asistencia: 10 412 espectadores Árbitros: Roberto Vázquez Aleksandar Glišić Johnny Batista |  |

| 3 de septiembre | España                                                                   | 85–88                                 | Canadá                                                                         | Yakarta |  |
| 20:30 (UTC+7)   | Parciales: 21-21, 27-17, 25-23, 12-27                                    | Parciales: 21-21, 27-17, 25-23, 12-27 | Parciales: 21-21, 27-17, 25-23, 12-27                                          | |  |
|                 | Estadísticas W. Hernangómez 25 W. Hernangómez 6 R. Fernández, J. Núñez 7 | Reporte Pts Reb Asts                  | Estadísticas 30 S. Gilgeous-Alexander 5 Tres jugadores 7 S. Gilgeous-Alexander | Pabellón: Indonesia Arena Asistencia: 12 493 espectadores Árbitros: Julio Anaya Juan Fernández Jenna Reneau |  |

### Ronda de clasificación por los puestos 17.º al 32.º

#### Grupo M
| Pos. | Equipo        | Pts | PJ | PG | PP | PF  | PC  | Dif |
| ---- | ------------- | --- | -- | -- | -- | --- | --- | --- |
| 1.   | Sudán del Sur | 8   | 5  | 3  | 2  | 456 | 431 | +25 |
| 2.   | Filipinas     | 6   | 5  | 1  | 4  | 398 | 419 | –21 |
| 3.   | Angola        | 6   | 5  | 1  | 4  | 368 | 410 | –42 |
| 4.   | China         | 6   | 5  | 1  | 4  | 379 | 473 | –94 |

|  | Eliminado, deja de participar. |

| 31 de agosto  | Angola                                              | 76–83                                 | China                                        | Ciudad Quezon                                                                                                 |  |
| 16:00 (UTC+8) | Parciales: 27-24, 18-21, 14-24, 17-14               | Parciales: 27-24, 18-21, 14-24, 17-14 | Parciales: 27-24, 18-21, 14-24, 17-14        | |  |
|               | Estadísticas C. Dundão 17 S. de Sousa 9 C. Dundão 8 | Reporte Pts Reb Asts                  | Estadísticas 20 Hu J. 7 K.Anderson 6 Zhao R. | Pabellón: Coliseo Araneta Asistencia: 3179 espectadores Árbitros: Yohan Rosso Mārtiņš Kozlovskis Martin Vulić |  |

| 31 de agosto  | Sudán del Sur                                      | 87–68                                | Filipinas                                            | Ciudad Quezon |  |
| 20:00 (UTC+8) | Parciales: 34-17, 17-16, 9-17, 27-18               | Parciales: 34-17, 17-16, 9-17, 27-18 | Parciales: 34-17, 17-16, 9-17, 27-18                 | |  |
|               | Estadísticas C. Jones 17 W. Gabriel 12 C. Jones 14 | Reporte Pts Reb Asts                 | Estadísticas 24 J. Clarkson 14 A. J. Edu 5 K. Ravena | Pabellón: Coliseo Araneta Asistencia: 9250 espectadores Árbitros: Guilherme Locatelli Gatis Saliņš Georgios Poursanidis |  |

| 2 de septiembre | Angola                                              | 78–101                                | Sudán del Sur                                      | Ciudad Quezon                                                                                               |  |
| 16:00 (UTC+8)   | Parciales: 16-30, 23-23, 18-20, 21-28               | Parciales: 16-30, 23-23, 18-20, 21-28 | Parciales: 16-30, 23-23, 18-20, 21-28              | |  |
|                 | Estadísticas C. Dundão 21 J. Bango 13 G. Domingos 8 | Reporte Pts Reb Asts                  | Estadísticas 26 C. Jones 10 W. Gabriel 15 C. Jones | Pabellón: Coliseo Araneta Asistencia: 4136 espectadores Árbitros: Gatis Saliņš Luis Castillo Carlos Peralta |  |

| 2 de septiembre | Filipinas                                                        | 96–75                                 | China                                                   | Ciudad Quezon                                                                                                  |  |
| 20:00 (UTC+8)   | Parciales: 16-16, 23-24, 34-11, 23-24                            | Parciales: 16-16, 23-24, 34-11, 23-24 | Parciales: 16-16, 23-24, 34-11, 23-24                   | |  |
|                 | Estadísticas J. Clarkson 34 A. J. Edu 10 S. Thompson, D. Ramos 4 | Reporte Pts Reb Asts                  | Estadísticas 17 K. Anderson 9 K. Anderson 5 K. Anderson | Pabellón: Coliseo Araneta Asistencia: 11 080 espectadores Árbitros: Mārtiņš Kozlovskis Kerem Baki Martin Vulić |  |

#### Grupo N
| Pos. | Equipo        | Pts | PJ | PG | PP | PF  | PC  | Dif  |
| ---- | ------------- | --- | -- | -- | -- | --- | --- | ---- |
| 1.   | Egipto        | 7   | 5  | 2  | 3  | 412 | 411 | +1   |
| 2.   | Nueva Zelanda | 7   | 5  | 2  | 3  | 429 | 463 | –34  |
| 3.   | México        | 7   | 5  | 2  | 3  | 410 | 467 | –57  |
| 4.   | Jordania      | 5   | 5  | 0  | 5  | 369 | 475 | –106 |

|  | Eliminado, deja de participar. |

| 31 de agosto  | Nueva Zelanda                                     | 100–108                               | México                                          | Pasay |  |
| 16:45 (UTC+8) | Parciales: 22-31, 19-26, 27-21, 32-30             | Parciales: 22-31, 19-26, 27-21, 32-30 | Parciales: 22-31, 19-26, 27-21, 32-30           | |  |
|               | Estadísticas R. Te Rangi 32 H. Harris 8 S. Ili 10 | Reporte Pts Reb Asts                  | Estadísticas 27 F. Cruz 11 F. Jaimes 8 P. Stoll | Pabellón: Mall of Asia Arena Asistencia: 2919 espectadores Árbitros: Takaki Kato Daniel García Péter Praksch |  |

| 31 de agosto  | Egipto                                                   | 85–69                                 | Jordania                                             | Pasay |  |
| 20:30 (UTC+8) | Parciales: 22-14, 18-22, 19-20, 26-13                    | Parciales: 22-14, 18-22, 19-20, 26-13 | Parciales: 22-14, 18-22, 19-20, 26-13                | |  |
|               | Estadísticas E. Amin, A. Marei 20 A. Marei 14 A. Gendy 5 | Reporte Pts Reb Asts                  | Estadísticas 18 S. Bzai 11 A. Al-Dwairi 5 F. Ibrahim | Pabellón: Mall of Asia Arena Asistencia: 3532 espectadores Árbitros: Antonio Conde Boris Krejič Manuel Attard |  |

| 2 de septiembre | Nueva Zelanda                                              | 88–86                                 | Egipto                                                   | Pasay |  |
| 16:45 (UTC+8)   | Parciales: 22-25, 25-10, 21-26, 20-25                      | Parciales: 22-25, 25-10, 21-26, 20-25 | Parciales: 22-25, 25-10, 21-26, 20-25                    | |  |
|                 | Estadísticas I. Le'afa, F. Delany 27 Y. Wetzell 7 S. Ili 5 | Reporte Pts Reb Asts                  | Estadísticas 19 E. Amin, A. Gendy 9 A. Mahmoud 9 E. Amin | Pabellón: Mall of Asia Arena Asistencia: 3738 espectadores Árbitros: Daniel García Péter Praksch Park Kyoung-jin |  |

| 2 de septiembre | Jordania                                                                  | 80–93                                 | México                                            | Pasay |  |
| 20:30 (UTC+8)   | Parciales: 24-24, 19-19, 22-25, 15-25                                     | Parciales: 24-24, 19-19, 22-25, 15-25 | Parciales: 24-24, 19-19, 22-25, 15-25             | |  |
|                 | Estadísticas R. Hollis-Jefferson 26 A. Al-Dwairi 9 R. Hollis-Jefferson 10 | Reporte Pts Reb Asts                  | Estadísticas 21 G. Girón 11 F. Jaimes 6 F. Jaimes | Pabellón: Mall of Asia Arena Asistencia: 4956 espectadores Árbitros: Boris Krejič Kristian Páez Carlos Vélez |  |

#### Grupo O
| Pos. | Equipo     | Pts | PJ | PG | PP | PF  | PC  | Dif |
| ---- | ---------- | --- | -- | -- | -- | --- | --- | --- |
| 1.   | Japón      | 8   | 5  | 3  | 2  | 416 | 426 | –10 |
| 2.   | Finlandia  | 7   | 5  | 2  | 3  | 425 | 449 | –24 |
| 3.   | Cabo Verde | 6   | 5  | 1  | 4  | 366 | 432 | –66 |
| 4.   | Venezuela  | 5   | 5  | 0  | 5  | 371 | 427 | –56 |

|  | Eliminado, deja de participar. |

| 31 de agosto  | Cabo Verde                                           | 77–100                                | Finlandia                                                           | Okinawa |  |
| 16:30 (UTC+9) | Parciales: 16-28, 23-26, 17-23, 21-23                | Parciales: 16-28, 23-26, 17-23, 21-23 | Parciales: 16-28, 23-26, 17-23, 21-23                               | |  |
|               | Estadísticas I. Almeida 17 E. Tavares 12 K. Mendes 5 | Reporte Pts Reb Asts                  | Estadísticas 34 L. Markkanen 9 L. Markkanen 6 M. Jantunen, S. Salin | Pabellón: Okinawa Arena Asistencia: 5960 espectadores Árbitros: Jorge Vázquez Wojciech Liszka Ahmed Al-Shuwaili |  |

| 31 de agosto  | Japón                                                     | 86–77                                 | Venezuela                                        | Okinawa |  |
| 20:10 (UTC+9) | Parciales: 15-19, 21-22, 17-21, 33-15                     | Parciales: 15-19, 21-22, 17-21, 33-15 | Parciales: 15-19, 21-22, 17-21, 33-15            | |  |
|               | Estadísticas M. Hiejima 23 J. Hawkinson 11 Y. Kawamura 11 | Reporte Pts Reb Asts                  | Estadísticas 20 G. Sojo 9 M. Ruíz 10 H. Guillent | Pabellón: Okinawa Arena Asistencia: 7374 espectadores Árbitros: Ademir Zurapović Blanca Burns Wael Mostafa |  |

| 2 de septiembre | Finlandia                                               | 90–75                                 | Venezuela                                              | Okinawa |  |
| 16:30 (UTC+9)   | Parciales: 13-17, 35-18, 19-27, 23-13                   | Parciales: 13-17, 35-18, 19-27, 23-13 | Parciales: 13-17, 35-18, 19-27, 23-13                  | |  |
|                 | Estadísticas L. Markkanen 32 L. Markkanen 9 M. Little 9 | Reporte Pts Reb Asts                  | Estadísticas 17 P. Chourio 6 W. Graterol 7 H. Guillent | Pabellón: Okinawa Arena Asistencia: 6216 espectadores Árbitros: Martin Horozov Wojciech Liszka Ahmed Al-Shuwaili |  |

| 2 de septiembre | Japón                                                     | 80–71                                | Cabo Verde                                                        | Okinawa                                                                                                 |  |
| 20:10 (UTC+9)   | Parciales: 17-19, 33-18, 23-18, 7-16                      | Parciales: 17-19, 33-18, 23-18, 7-16 | Parciales: 17-19, 33-18, 23-18, 7-16                              | |  |
|                 | Estadísticas J. Hawkinson 29 Y. Watanabe 10 Y. Kawamura 8 | Reporte Pts Reb Asts                 | Estadísticas 11 S. Da Rosa, E. Tavares 14 E. Tavares 6 I. Almeida | Pabellón: Okinawa Arena Asistencia: 7374 espectadores Árbitros: Omar Bermúdez Amy Bonner Waseem Husainy |  |

#### Grupo P
| Pos. | Equipo          | Pts | PJ | PG | PP | PF  | PC  | Dif |
| ---- | --------------- | --- | -- | -- | -- | --- | --- | --- |
| 1.   | Francia         | 8   | 5  | 3  | 2  | 405 | 394 | +11 |
| 2.   | Líbano          | 7   | 5  | 2  | 3  | 397 | 479 | –82 |
| 3.   | Costa de Marfil | 6   | 5  | 1  | 4  | 373 | 433 | –60 |
| 4.   | Irán            | 5   | 5  | 0  | 5  | 321 | 419 | –98 |

|  | Eliminado, deja de participar. |

| 31 de agosto  | Costa de Marfil                                 | 84–94                                 | Líbano                                            | Yakarta |  |
| 16:45 (UTC+7) | Parciales: 20-32, 21-23, 25-18, 18-21           | Parciales: 20-32, 21-23, 25-18, 18-21 | Parciales: 20-32, 21-23, 25-18, 18-21             | |  |
|               | Estadísticas J. Dally 21 P. Tapé 6 S. Diabate 9 | Reporte Pts Reb Asts                  | Estadísticas 29 A. Saoud 6 O. Spellman 8 A. Saoud | Pabellón: Indonesia Arena Asistencia: 5033 espectadores Árbitros: Juan Fernández Jenna Reneau Gvidas Gedvilas |  |

| 31 de agosto  | Francia                                           | 82–55                               | Irán                                                                     | Yakarta |  |
| 20:30 (UTC+7) | Parciales: 9-12, 26-15, 19-9, 28-19               | Parciales: 9-12, 26-15, 19-9, 28-19 | Parciales: 9-12, 26-15, 19-9, 28-19                                      | |  |
|               | Estadísticas E. Okobo 13 R. Gobert 9 N. de Colo 7 | Reporte Pts Reb Asts                | Estadísticas 11 M. Mirzaei, B. Yakhchali 6 Tres jugadores 4 B. Yakhchali | Pabellón: Indonesia Arena Asistencia: 4494 espectadores Árbitros: Aleksandar Glišić Andrés Bartel Yevgeniy Mikheyev |  |

| 2 de septiembre | Costa de Marfil                                      | 77–87                                 | Francia                                                 | Yakarta |  |
| 16:45 (UTC+7)   | Parciales: 21-25, 20-15, 20-22, 16-25                | Parciales: 21-25, 20-15, 20-22, 16-25 | Parciales: 21-25, 20-15, 20-22, 16-25                   | |  |
|                 | Estadísticas N. Zouzoua 18 V. Fofana 7 S. Diabate 11 | Reporte Pts Reb Asts                  | Estadísticas 19 I. Cordinier 8 R. Gobert 7 S. Francisco | Pabellón: Indonesia Arena Asistencia: 9404 espectadores Árbitros: Andrés Bartel Scott Beker Daigo Urushima |  |

| 2 de septiembre | Irán                                                   | 73–81                                 | Líbano                                               | Yakarta |  |
| 20:30 (UTC+7)   | Parciales: 13-20, 23-28, 13-14, 24-19                  | Parciales: 13-20, 23-28, 13-14, 24-19 | Parciales: 13-20, 23-28, 13-14, 24-19                | |  |
|                 | Estadísticas M. Amini 22 A. Kazemi 11 Tres jugadores 4 | Reporte Pts Reb Asts                  | Estadísticas 21 W. Arakji 11 O. Spellman 7 W. Arakji | Pabellón: Indonesia Arena Asistencia: 5869 espectadores Árbitros: Roberto Vázquez Johnny Batista Yevgeniy Mikheyev |  |

## Fase final

### Cuadro de eliminatorias
|  | Partido 5.º puesto | Partido 5.º puesto |                 |        | Semifinales 5.º-8.º | Semifinales 5.º-8.º |                 |                 | Cuartos de final | Cuartos de final |        |                | Semifinales        | Semifinales        |  |  | Final            | Final            |
|  |                    |                    |                 |        |                     |                     |                 |                 |                  |                  |        |                |                    |                    |  |  |                  |                  |
|  |                    |                    |                 |        |                     |                     |                 |                 | 5 de septiembre  |                  |        |                |                    |                    |  |  |                  |                  |
|  |                    |                    |                 |        |                     |                     |                 |                 |                  |                  |        |                |                    |                    |  |  |                  |                  |
|  | 9 de septiembre    | 9 de septiembre    |                 |        | 7 de septiembre     | 7 de septiembre     |                 |                 | Italia           | 63               |        |                | 8 de septiembre    | 8 de septiembre    |  |  | 10 de septiembre | 10 de septiembre |
|  | 9 de septiembre    | 9 de septiembre    |                 |        | 7 de septiembre     | 7 de septiembre     |                 |                 | Italia           | 63               |        |                | 8 de septiembre    | 8 de septiembre    |  |  | 10 de septiembre | 10 de septiembre |
|  | 9 de septiembre    | 9 de septiembre    |                 |        | 7 de septiembre     | 7 de septiembre     | Estados Unidos  | 100             |                  |                  |        |                | 8 de septiembre    | 8 de septiembre    |  |  | 10 de septiembre | 10 de septiembre |
|  | 9 de septiembre    | 9 de septiembre    |                 | Italia | 82                  |                     | Estados Unidos  | 100             |                  |                  |        | Estados Unidos | 111                |                    |  |  | 10 de septiembre | 10 de septiembre |
|  | 9 de septiembre    | 9 de septiembre    | 6 de septiembre | Italia | 82                  |                     |                 |                 |                  |                  |        | Estados Unidos | 111                |                    |  |  | 10 de septiembre | 10 de septiembre |
|  | 9 de septiembre    | 9 de septiembre    |                 |        | Letonia             | 87                  |                 |                 | Alemania         | 113              |        |                |                    |                    |  |  | 10 de septiembre | 10 de septiembre |
|  | 9 de septiembre    | 9 de septiembre    | Alemania        | 81     | Letonia             | 87                  |                 |                 | Alemania         | 113              |        |                |                    |                    |  |  | 10 de septiembre | 10 de septiembre |
|  | 9 de septiembre    | 9 de septiembre    | Alemania        | 81     |                     |                     |                 |                 |                  |                  |        |                |                    |                    |  |  | 10 de septiembre | 10 de septiembre |
|  | 9 de septiembre    | 9 de septiembre    |                 |        | Letonia             | 79                  |                 |                 |                  |                  |        |                |                    |                    |  |  | 10 de septiembre | 10 de septiembre |
|  | Letonia            | 98                 |                 |        | Letonia             | 79                  | Alemania        | 83              |                  |                  |        |                |                    |                    |  |  |                  |                  |
|  | Letonia            | 98                 | 5 de septiembre |        |                     |                     | Alemania        | 83              |                  |                  |        |                |                    |                    |  |  |                  |                  |
|  | Lituania           | 63                 |                 |        | Serbia              | 77                  |                 |                 |                  |                  |        |                |                    |                    |  |  |                  |                  |
|  | Lituania           | 63                 | Lituania        | 68     | Serbia              | 77                  |                 |                 |                  |                  |        |                |                    |                    |  |  |                  |                  |
|  |                    |                    | Lituania        | 68     | 7 de septiembre     | 7 de septiembre     | 8 de septiembre | 8 de septiembre |                  |                  |        |                |                    |                    |  |  |                  |                  |
|  |                    |                    | Serbia          | 87     | 7 de septiembre     | 7 de septiembre     | 8 de septiembre | 8 de septiembre |                  |                  |        |                |                    |                    |  |  |                  |                  |
|  | Partido 7.º puesto | Partido 7.º puesto | Serbia          | 87     | Lituania            | 100                 |                 |                 |                  |                  | Serbia | 95             | Partido 3.º puesto | Partido 3.º puesto |  |  |                  |                  |
|  | Partido 7.º puesto | Partido 7.º puesto | 6 de septiembre |        | Lituania            | 100                 |                 |                 |                  |                  | Serbia | 95             | Partido 3.º puesto | Partido 3.º puesto |  |  |                  |                  |
|  | 9 de septiembre    | 9 de septiembre    |                 |        | Eslovenia           | 84                  |                 |                 | Canadá           | 86               |        |                | 10 de septiembre   | 10 de septiembre   |  |  |                  |                  |
|  | Italia             | 85                 | Canadá          | 100    | Eslovenia           | 84                  | Estados Unidos  | 118             | Canadá           | 86               |        |                |                    |                    |  |  |                  |                  |
|  | Italia             | 85                 | Canadá          | 100    |                     |                     | Estados Unidos  | 118             |                  |                  |        |                |                    |                    |  |  |                  |                  |
|  | Eslovenia          | 89                 |                 |        | Eslovenia           | 89                  |                 |                 | Canadá           | 127              |        |                |                    |                    |  |  |                  |                  |

### Cuartos de final
| 5 de septiembre | Lituania                                                        | 68–87                                 | Serbia                                                   | Pasay |  |
| 16:45 (UTC+8)   | Parciales: 25-24, 13-25, 17-24, 13-14                           | Parciales: 25-24, 13-25, 17-24, 13-14 | Parciales: 25-24, 13-25, 17-24, 13-14                    | |  |
|                 | Estadísticas T. Sedekerskis 14 T. Sedekerskis 9 R. Jokubaitis 9 | Reporte Pts Reb Asts                  | Estadísticas 21 B. Bogdanović 6 F. Petrušev 6 M. Gudurić | Pabellón: Mall of Asia Arena Asistencia: 6223 espectadores Árbitros: Omar Bermúdez Mārtiņš Kozlovskis Johnny Batista |  |

| 5 de septiembre | Italia                                              | 63–100                                | Estados Unidos                                                         | Pasay |  |
| 20:40 (UTC+8)   | Parciales: 14-24, 10-22, 20-37, 19-17               | Parciales: 14-24, 10-22, 20-37, 19-17 | Parciales: 14-24, 10-22, 20-37, 19-17                                  | |  |
|                 | Estadísticas S. Fontecchio 18 N. Melli 9 S. Tonut 5 | Reporte Pts Reb Asts                  | Estadísticas 24 M. Bridges 7 M. Bridges, B. Portis Jr. 5 T. Haliburton | Pabellón: Mall of Asia Arena Asistencia: 9764 espectadores Árbitros: Julio Anaya Ademir Zurapović Juan Fernández |  |

| 6 de septiembre | Alemania                                                      | 81–79                                 | Letonia                                            | Pasay |  |
| 16:45 (UTC+8)   | Parciales: 13-16, 23-18, 26-25, 19-20                         | Parciales: 13-16, 23-18, 26-25, 19-20 | Parciales: 13-16, 23-18, 26-25, 19-20              | |  |
|                 | Estadísticas F. Wagner 16 F. Wagner, D. Theis 8 D. Schröder 4 | Reporte Pts Reb Asts                  | Estadísticas 24 A. Žagars 10 R. Kurucs 8 A. Žagars | Pabellón: Mall of Asia Arena Asistencia: 7584 espectadores Árbitros: Antonio Conde Yohan Rosso Martin Vulić |  |

| 6 de septiembre | Canadá                                                                                            | 100–89                                | Eslovenia                                        | Pasay |  |
| 20:30 (UTC+8)   | Parciales: 26-24, 24-26, 30-21, 20-18                                                             | Parciales: 26-24, 24-26, 30-21, 20-18 | Parciales: 26-24, 24-26, 30-21, 20-18            | |  |
|                 | Estadísticas S. Gilgeous-Alexander 31 S. Gilgeous-Alexander 10 K. Olynyk, S. Gilgeous-Alexander 4 | Reporte Pts Reb Asts                  | Estadísticas 26 L. Dončić 6 M. Tobey 5 L. Dončić | Pabellón: Mall of Asia Arena Asistencia: 11 710 espectadores Árbitros: Roberto Vázquez Manuel Mazzoni Gatis Saliņš |  |

### Quinto al octavo puesto
| 7 de septiembre | Italia                                           | 82–87                                 | Letonia                                              | Pasay |  |
| 16:45 (UTC+8)   | Parciales: 26-18, 16-28, 18-21, 22-20            | Parciales: 26-18, 16-28, 18-21, 22-20 | Parciales: 26-18, 16-28, 18-21, 22-20                | |  |
|                 | Estadísticas L. Datome 20 N. Melli 9 M. Spissu 7 | Reporte Pts Reb Asts                  | Estadísticas 28 A. Gražulis 6 A. Gražulis 9 A. Šķēle | Pabellón: Mall of Asia Arena Asistencia: 4579 espectadores Árbitros: Ademir Zurapović Takaki Kato Blanca Burns |  |

| 7 de septiembre | Lituania                                                            | 100–84                                | Eslovenia                                        | Pasay |  |
| 20:30 (UTC+8)   | Parciales: 33-21, 20-22, 22-20, 25-21                               | Parciales: 33-21, 20-22, 22-20, 25-21 | Parciales: 33-21, 20-22, 22-20, 25-21            | |  |
|                 | Estadísticas J. Valančiūnas 24 J. Valančiūnas 12 V. Kariniauskas 10 | Reporte Pts Reb Asts                  | Estadísticas 29 L. Dončić 9 M. Tobey 3 Z. Dragić | Pabellón: Mall of Asia Arena Asistencia: 11 003 espectadores Árbitros: Matthew Kallio Omar Bermúdez Johnny Batista |  |

#### Séptimo puesto
| 9 de septiembre | Italia                                             | 85–89                                 | Eslovenia                                          | Pasay |  |
| 16:45 (UTC+8)   | Parciales: 18-15, 23-27, 19-28, 25-19              | Parciales: 18-15, 23-27, 19-28, 25-19 | Parciales: 18-15, 23-27, 19-28, 25-19              | |  |
|                 | Estadísticas M. Spissu 22 A. Polonara 7 N. Melli 5 | Reporte Pts Reb Asts                  | Estadísticas 29 L. Dončić 10 L. Dončić 8 L. Dončić | Pabellón: Mall of Asia Arena Asistencia: 10 775 espectadores Árbitros: Ademir Zurapović Mārtiņš Kozlovskis Martin Vulić |  |

#### Quinto puesto
| 9 de septiembre | Letonia                                                   | 98–63                                | Lituania                                                        | Pasay |  |
| 20:30 (UTC+8)   | Parciales: 28-20, 21-18, 28-9, 21-16                      | Parciales: 28-20, 21-18, 28-9, 21-16 | Parciales: 28-20, 21-18, 28-9, 21-16                            | |  |
|                 | Estadísticas A. Kurucs 20 Cuatro jugadores 6 A. Žagars 17 | Reporte Pts Reb Asts                 | Estadísticas 16 R. Jokubaitis 10 T. Sedekerskis 3 I. Brazdeikis | Pabellón: Mall of Asia Arena Asistencia: 9440 espectadores Árbitros: Manuel Mazzoni Blanca Burns Johnny Batista |  |

### Semifinales
| 8 de septiembre | Serbia                                                   | 95–86                                 | Canadá                                                                  | Pasay |  |
| 16:45 (UTC+8)   | Parciales: 23-15, 29-24, 23-24, 20-23                    | Parciales: 23-15, 29-24, 23-24, 20-23 | Parciales: 23-15, 29-24, 23-24, 20-23                                   | |  |
|                 | Estadísticas B. Bogdanović 23 N. Milutinov 10 S. Jović 5 | Reporte Pts Reb Asts                  | Estadísticas 23 R. J. Barrett 3 Cinco jugadores 9 S. Gilgeous-Alexander | Pabellón: Mall of Asia Arena Asistencia: 8630 espectadores Árbitros: Yohan Rosso Julio Anaya Manuel Mazzoni |  |

| 8 de septiembre | Estados Unidos                                          | 111–113                               | Alemania                                                       | Pasay |  |
| 20:40 (UTC+8)   | Parciales: 31-33, 29-26, 24-35, 27-19                   | Parciales: 31-33, 29-26, 24-35, 27-19 | Parciales: 31-33, 29-26, 24-35, 27-19                          | |  |
|                 | Estadísticas A. Edwards 23 A. Edwards 8 T. Haliburton 8 | Reporte Pts Reb Asts                  | Estadísticas 24 A. Obst 7 D. Theis, J. Voigtmann 9 D. Schröder | Pabellón: Mall of Asia Arena Asistencia: 11 011 espectadores Árbitros: Antonio Conde Boris Krejič Gatis Saliņš |  |

### Tercer puesto
| 10 de septiembre | Estados Unidos                                          | 118–127                                            | Canadá                                                                        | Pasay |  |
| 16:30 (UTC+8)    | Parciales: 25-34, 31-24, 26-33, 29-20 (T.E.: 7-16)      | Parciales: 25-34, 31-24, 26-33, 29-20 (T.E.: 7-16) | Parciales: 25-34, 31-24, 26-33, 29-20 (T.E.: 7-16)                            | |  |
|                  | Estadísticas A. Edwards 24 M. Bridges 9 T. Haliburton 7 | Reporte Pts Reb Asts                               | Estadísticas 39 D. Brooks 7 D. Powell, R. J. Barrett 12 S. Gilgeous-Alexander | Pabellón: Mall of Asia Arena Asistencia: 10 666 espectadores Árbitros: Yohan Rosso Julio Anaya Takaki Kato |  |

### Final
| 10 de septiembre | Alemania                                                  | 83–77                                 | Serbia                                                  | Pasay |  |
| 20:40 (UTC+8)    | Parciales: 23-26, 24-21, 22-10, 14-20                     | Parciales: 23-26, 24-21, 22-10, 14-20 | Parciales: 23-26, 24-21, 22-10, 14-20                   | |  |
|                  | Estadísticas D. Schröder 28 J. Voigtmann 8 J. Voigtmann 3 | Reporte Pts Reb Asts                  | Estadísticas 21 A. Avramović 8 N. Jović 5 B. Bogdanović | Pabellón: Mall of Asia Arena Asistencia: 12 022 espectadores Árbitros: Roberto Vázquez Omar Bermúdez Gatis Saliņš |  |

|                              |
| Bandera de Alemania          |
| Campeón Alemania 1.er título |

## Clasificación final
| Pos.                                  | Equipo               | Pts             | PJ              | PG              | PP              | PF              | PC              | Dif             | Clasificación para los Juegos Olímpicos 2024                                                  |
| Cuadro de honor                       | Cuadro de honor      | Cuadro de honor | Cuadro de honor | Cuadro de honor | Cuadro de honor | Cuadro de honor | Cuadro de honor | Cuadro de honor | Cuadro de honor                                                                               |
| ------------------------------------- | -------------------- | --------------- | --------------- | --------------- | --------------- | --------------- | --------------- | --------------- | --------------------------------------------------------------------------------------------- |
| Medalla de oro                        | Alemania             | 16              | 8               | 8               | 0               | 744             | 631             | +113            | Clasificado para los Juegos Olímpicos 2024 como campeón del mundo y como mejor equipo europeo |
| Medalla de plata                      | Serbia               | 14              | 8               | 6               | 2               | 761             | 617             | +144            | Clasificado para los Juegos Olímpicos 2024 como segundo equipo europeo                        |
| Medalla de bronce                     | Canadá               | 14              | 8               | 6               | 2               | 790             | 669             | +121            | Clasificado para los Juegos Olímpicos 2024 como mejor equipo americano                        |
| 4                                     | Estados Unidos       | 13              | 8               | 5               | 3               | 836             | 701             | +135            | Clasificado para los Juegos Olímpicos 2024 como segundo equipo americano                      |
| 5                                     | Letonia              | 14              | 8               | 6               | 2               | 714             | 636             | +78             | Clasificados para el Torneo Preolímpico FIBA 2024                                             |
| 6                                     | Lituania             | 14              | 8               | 6               | 2               | 713             | 644             | +69             | Clasificados para el Torneo Preolímpico FIBA 2024                                             |
| 7                                     | Eslovenia            | 13              | 8               | 5               | 3               | 704             | 694             | +10             | Clasificados para el Torneo Preolímpico FIBA 2024                                             |
| 8                                     | Italia               | 12              | 8               | 4               | 4               | 634             | 646             | –12             | Clasificados para el Torneo Preolímpico FIBA 2024                                             |
| Terceros de la segunda ronda          |                      |                 |                 |                 |                 |                 |                 |                 |                                                                                               |
| 9                                     | España               | 8               | 5               | 3               | 2               | 429             | 369             | +60             | Clasificado para el Torneo Preolímpico FIBA 2024                                              |
| 10                                    | Australia            | 8               | 5               | 3               | 2               | 469             | 421             | +48             | Clasificado para los Juegos Olímpicos 2024 como mejor equipo oceánico                         |
| 11                                    | Montenegro           | 8               | 5               | 3               | 2               | 397             | 390             | +7              | Clasificados para el Torneo Preolímpico FIBA 2024                                             |
| 12                                    | Puerto Rico          | 8               | 5               | 3               | 2               | 444             | 449             | –5              | Clasificados para el Torneo Preolímpico FIBA 2024                                             |
| Cuartos de la segunda ronda           |                      |                 |                 |                 |                 |                 |                 |                 |                                                                                               |
| 13                                    | Brasil               | 8               | 5               | 3               | 2               | 420             | 401             | +19             | Clasificados para el Torneo Preolímpico FIBA 2024                                             |
| 14                                    | República Dominicana | 8               | 5               | 3               | 2               | 425             | 444             | –19             | Clasificados para el Torneo Preolímpico FIBA 2024                                             |
| 15                                    | Grecia               | 7               | 5               | 2               | 3               | 392             | 419             | –27             | Clasificados para el Torneo Preolímpico FIBA 2024                                             |
| 16                                    | Georgia              | 7               | 5               | 2               | 3               | 379             | 407             | –28             | Clasificados para el Torneo Preolímpico FIBA 2024                                             |
| Primeros de la ronda de clasificación |                      |                 |                 |                 |                 |                 |                 |                 |                                                                                               |
| 17                                    | Sudán del Sur        | 8               | 5               | 3               | 2               | 456             | 431             | +25             | Clasificado para los Juegos Olímpicos 2024 como mejor equipo africano                         |
| 18                                    | Francia              | 8               | 5               | 3               | 2               | 405             | 394             | +11             | Clasificado para los Juegos Olímpicos 2024 como anfitrión                                     |
| 19                                    | Japón                | 8               | 5               | 3               | 2               | 416             | 426             | –10             | Clasificado para los Juegos Olímpicos 2024 como mejor equipo asiático                         |
| 20                                    | Egipto               | 7               | 5               | 2               | 3               | 412             | 411             | +1              | Clasificado para el Torneo Preolímpico FIBA 2024                                              |
| Segundos de la ronda de clasificación |                      |                 |                 |                 |                 |                 |                 |                 |                                                                                               |
| 21                                    | Finlandia            | 7               | 5               | 2               | 3               | 425             | 449             | –24             | Clasificados para el Torneo Preolímpico FIBA 2024                                             |
| 22                                    | Nueva Zelanda        | 7               | 5               | 2               | 3               | 429             | 463             | –34             | Clasificados para el Torneo Preolímpico FIBA 2024                                             |
| 23                                    | Líbano               | 7               | 5               | 2               | 3               | 397             | 479             | –82             | Clasificados para el Torneo Preolímpico FIBA 2024                                             |
| 24                                    | Filipinas            | 6               | 5               | 1               | 4               | 398             | 419             | –21             | Clasificados para el Torneo Preolímpico FIBA 2024                                             |
| Terceros de la ronda de clasificación |                      |                 |                 |                 |                 |                 |                 |                 |                                                                                               |
| 25                                    | México               | 7               | 5               | 2               | 3               | 410             | 467             | –57             | Clasificados para el Torneo Preolímpico FIBA 2024                                             |
| 26                                    | Angola               | 6               | 5               | 1               | 4               | 368             | 410             | –42             | Clasificados para el Torneo Preolímpico FIBA 2024                                             |
| 27                                    | Costa de Marfil      | 6               | 5               | 1               | 4               | 373             | 433             | –60             | Clasificados para el Torneo Preolímpico FIBA 2024                                             |
| 28                                    | Cabo Verde           | 6               | 5               | 1               | 4               | 366             | 432             | –66             |                                                                                               |
| Cuartos de la ronda de clasificación  |                      |                 |                 |                 |                 |                 |                 |                 |                                                                                               |
| 29                                    | China                | 6               | 5               | 1               | 4               | 379             | 473             | –94             |                                                                                               |
| 30                                    | Venezuela            | 5               | 5               | 0               | 5               | 371             | 427             | –56             |                                                                                               |
| 31                                    | Irán                 | 5               | 5               | 0               | 5               | 321             | 419             | –98             |                                                                                               |
| 32                                    | Jordania             | 5               | 5               | 0               | 5               | 369             | 475             | –106            |                                                                                               |

Reglas para la clasificación:
1. Posición dentro del grupo.
2. Récord de partidos ganados/perdidos.
3. Diferencia de puntos.
4. Puntos anotados.
5. Sorteo.

### Clasificados a París 2024
| Sudán del Sur Mejor equipo africano | Japón Mejor equipo asiático | Australia Mejor equipo oceánico | Canadá Mejor equipo americano | Estados Unidos Segundo equipo americano | Alemania Mejor equipo europeo | Serbia Segundo equipo europeo |

## Galardones y estadísticas
Para la edición de este torneo, además del tradicional quinteto ideal y jugador más valioso, se agregaron nuevos premios: segundo mejor quinteto, estrella emergente, mejor jugador defensivo y mejor entrenador.
| Quinteto ideal                                                                        |
| ------------------------------------------------------------------------------------- |
| Dennis Schröder Shai Gilgeous-Alexander Anthony Edwards Bogdan Bogdanović Luka Dončić |
| Segundo mejor quinteto                                                                |
| Artūrs Žagars Simone Fontecchio Jonas Valančiūnas Nikola Milutinov Franz Wagner       |
| MVP: Dennis Schröder                                                                  |
| Estrella emergente: Josh Giddey                                                       |
| Mejor jugador defensivo: Dillon Brooks                                                |
| Mejor entrenador: Luca Banchi ( Letonia)                                              |

## Plantilla de los equipos semifinalistas
1 Alemania:
Isaac Bonga, Maodo Lô, Niels Giffey, Johannes Voigtmann,  Franz Wagner, Daniel Theis, Moritz Wagner,  Dennis Schröder, Justus Hollatz,  Johannes Thiemann, Andreas Obst,  David Krämer.  Seleccionador: Gordon Herbert.
2 Serbia:
Filip Petrušev, Nikola Jović, Bogdan Bogdanović, Vanja Marinković, Ognjen Dobrić, Dušan Ristić,  Marko Gudurić,  Stefan Jović, Dejan Davidovac,  Boriša Simanić, Aleksa Avramović, Nikola Milutinov. Seleccionador: Svetislav Pešić
3 Canadá:
Lu Dort, Nickeil Alexander-Walker, Shai Gilgeous-Alexander, Melvin Ejim,            
Dwight Powell, RJ Barrett,  Kyle Alexander, Kelly Olynyk,  Zach Edey, Phil Scrubb, Dillon Brooks, Trae Bell-Haynes. Seleccionador: Jordi Fernández.
4  Estados Unidos:
Jalen Brunson, Anthony Edwards, Tyrese Haliburton, Austin Reaves, Paolo Banchero, Mikal Bridges, Josh Hart, Brandon Ingram, Jaren Jackson Jr., Cam Johnson, Walker Kessler, Bobby Portis. Seleccionador: Steve Kerr.

## Incidentes

### Tráfico en Manila
Se preveía que el tráfico intenso en la Gran Manila afectaría la celebración de los partidos en Filipinas. Como parte de los preparativos, el comité organizador local filipino realizó simulacros de transporte de jugadores desde sus hoteles hasta las sedes de los partidos. La Autoridad de Desarrollo Metropolitano de Manila también contó con un plan de tráfico mientras se celebraba el torneo.
La Arena Filipina perdió su condición de sede de la ronda final debido a graves problemas de tráfico y transporte. Además, la accesibilidad al recinto en Bulacán, adyacente a la Gran Manila, había sido un problema desde hacía tiempo. A diferencia de los otros dos recintos en la Gran Manila, la Arena Filipina no es accesible en transporte público.

### Asistencia en Okinawa
Quedaron asientos sin ocupar en el partido inaugural entre Japón y Alemania en el Okinawa Arena, con capacidad para 8500 personas. Jugadores japoneses presentaron una queja, lo que provocó la intervención de la FIBA. La FIBA revendió al público general las entradas corporativas no utilizadas para los partidos de Okinawa para los siguientes encuentros, lo que incrementó la asistencia, incluso a partidos en los que no participaba Japón.

### Invasión de la cancha en el Nueva Zelanda vs. Estados Unidos
El partido entre Nueva Zelanda y Estados Unidos en el Mall of Asia Arena de Pásay, el 26 de agosto de 2023, tuvo un incidente de invasión de la cancha. Antes del inicio del partido, un aficionado que pagó entrada y vestía la camiseta de Nueva Zelanda irrumpió en la cancha. Fue detenido después de que el banquillo neozelandés informara a los organizadores que el aficionado no formaba parte de su equipo.

### Lesión renal de Boriša Simanić
El jugador serbio Boriša Simanić se lesionó tras recibir un codazo del sursudanés Nuni Omot a dos minutos del final del partido. Simanić fue operado en el Centro Médico de Macati. Sin embargo, debido a complicaciones, tuvo que someterse a una segunda operación para extirparle un riñón. También tuvo que recibir una transfusión de sangre.

### Mensaje en las camisetas de senadores filipinos
Los senadores Joel Villanueva, Migz Zubiri, Bato dela Rosa y Bong Go asistieron al partido final de clasificación de Filipinas contra China con camisetas con el "Mar de Filipinas Occidental" y la bandera filipina como muestra de apoyo a la reclamación filipina en las disputas del mar de la China Meridional. Los críticos en internet describieron la maniobra como "performativa". El senador Francis Tolentino defendió a sus compañeros insistiendo en que no hay nada de malo en "expresar opiniones políticas personales", incluso en un partido de la FIBA.